# Spree
Die Spree (sorbisch Sprjewja, niedersorbisch auch schlicht Rěka ,Fluss‘; tschechisch Spréva) ist ein knapp 400 Kilometer langer linker Nebenfluss der Havel im Osten Deutschlands. Sie entspringt im Lausitzer Bergland nahe der Grenze zu Tschechien.
Teilstrecken von ihr sind einerseits als Bundeswasserstraße, andererseits als Landeswasserstraße klassifiziert.

## Allgemeines
Von den 400 Kilometern (angegeben werden auch 382, 398 und 403 Kilometer) Gesamtlänge sind etwa 182 Kilometer schiffbar. 
Die Spree ist der längste deutsche Fluss dritter Ordnung. 
Ihr Einzugsgebiet ist etwa 10.000 Quadratkilometer groß.
Die Spree wird mit der Gewässerkennzahl 582 als ein Nebenfluss der Havel (GKZ 58) geführt. Sie ist jedoch länger als diese, und an ihrer Mündung führt sie mehr als doppelt so viel Wasser (36 Kubikmeter pro Sekunde, Pegel Sophienwerder) wie die Havel (15 Kubikmeter pro Sekunde, Pegel Spandau-Schleuse).

## Name
In der ältesten bekannten schriftlichen Erwähnung, einer Urkunde Ottos I. aus dem Jahr 965, heißt der Fluss Sprewa. Laut dem Brandenburgischen Namenbuch stammt der Name aus der germanischen Grundform spreu̯-,stieben, säen, sprengen, spreizen, sprühen. Der germanische Name Sprēw- sei dann als Sprěva oder Sprěv’a in das Slawische übernommen worden, worauf wiederum die deutsche Form Spree zurückgehe. Am häufigsten wird der Name als „die Sprühende“ gedeutet.

„Die Teutschen heissen den Fluß die Spree, die Wenden Sprowa, und die Böhmen Spro. […] Wannenhero wahrscheinlicher zu glauben, daß der Nahme Spree aus der Teutschen Sprache herstamme, und von Spreuen, oder Spröen, spargere, wie man sagt: es spreuet, oder es spröet, seine Ankufft habe, weil die Haupt-Quelle nicht wie andere starck bobert, oder auffsprudelt, wie etwan der Bober, […] sondern die wie ein stiller, und sanffter Regen ihr klares Wasser sachte, und unvermerckt von sich flösset.“

Angesichts der überwiegend trägen Strömung und der Folge von Binnendeltas sei daran erinnert, dass zu dem oben genannten germanischen Sprachstamm auch die Verben nhd. spreizen, engl. to spread gehören. Verschiedene Autoren deuten den Namen daher als Hinweis auf das Vorkommen verstreuter Quellen. So setzt sich die Hauptquelle auf dem Berg Kottmar (siehe unten) aus fünf Teilquellen zusammen: Räumigtbrunnen, Rabenbrunnen, Jacobs-Brunnen, Benjamins Hut-Brunnen und Hennings-Brunnen.
Im Niedersorbischen wird die Spree umgangssprachlich häufig auch schlicht als Rěka (,Fluss‘) bezeichnet, da sie das mit Abstand größte Fließgewässer im sorbischen Teil der Niederlausitz darstellt.

## Flusslauf

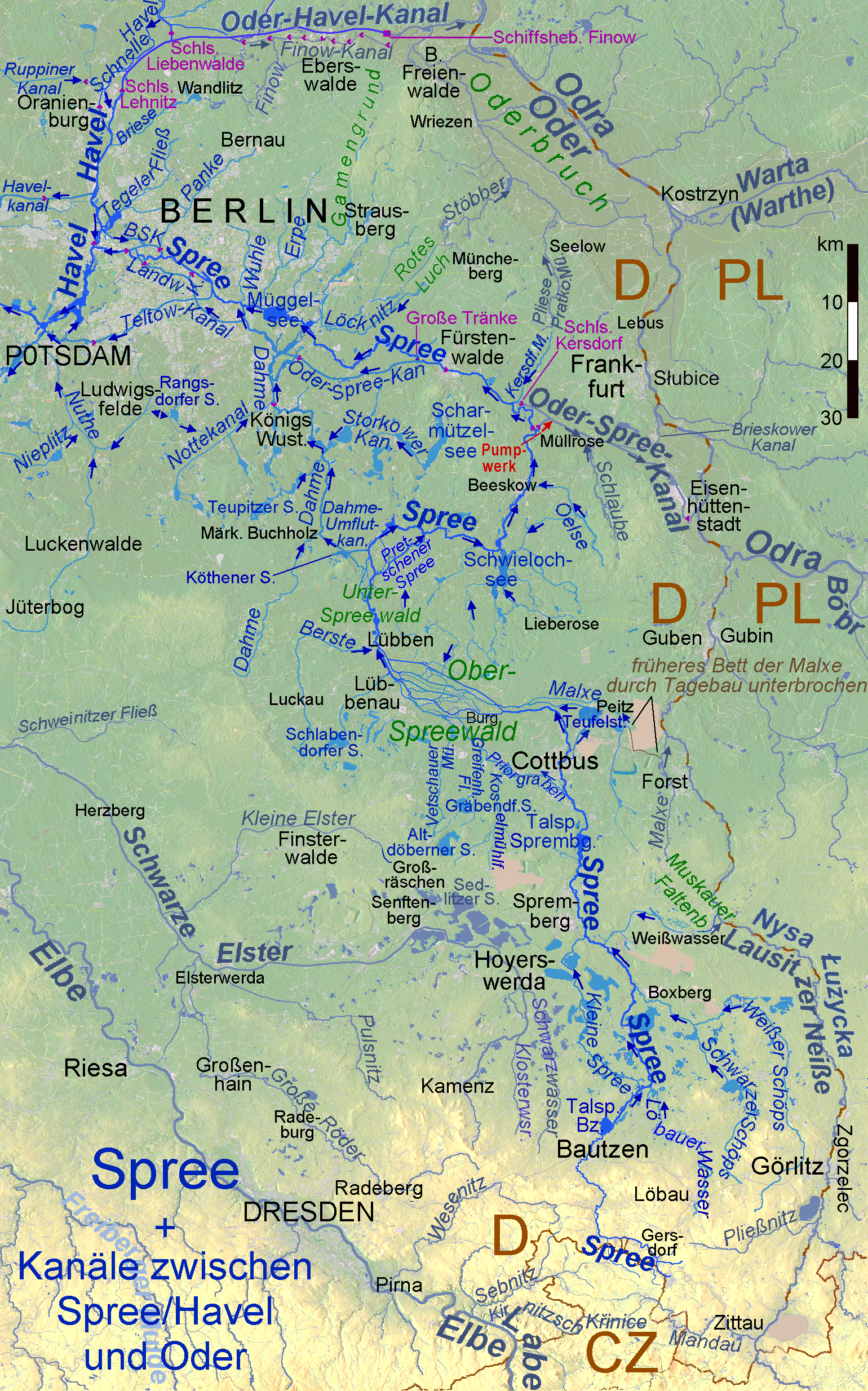
Verlauf der Spree mit Zuflüssen und Verzweigungen, dazu Verbindungen mit der Oder
Hauptläufe von Spree und Havel
Parallelläufe von Spree und Havel
Zuflüsse von Spree und Havel
Scheitelabschnitt des Oder-Havel-Kanals
sonstige Gewässer

### Überblick
Die Spree fließt durch die Bundesländer Sachsen, Brandenburg und Berlin.
Ihr linker Quellarm (Hauptspree) bildet über etwa zwei Kilometer die deutsch-tschechische Grenze. Im Zentrum  (Nähe Bahnhof) von Ebersbach vereinigt dieser sich mit dem rechten Quellarm (Obere Spree).
Zwischen Neusalza-Spremberg und Taubenheim fließt die vereinigte Spree für etwa 700 Meter auf tschechischem Territorium durch den Fugauer Zipfel.
Danach fließt die Spree nach Norden durch Bautzen und Cottbus, wonach ihr weiterer Lauf durch eine Folge natürlicher Binnendeltas, wie dem Spreewald, und künstlicher Verzweigungen geprägt ist.

#### In Ebersbach

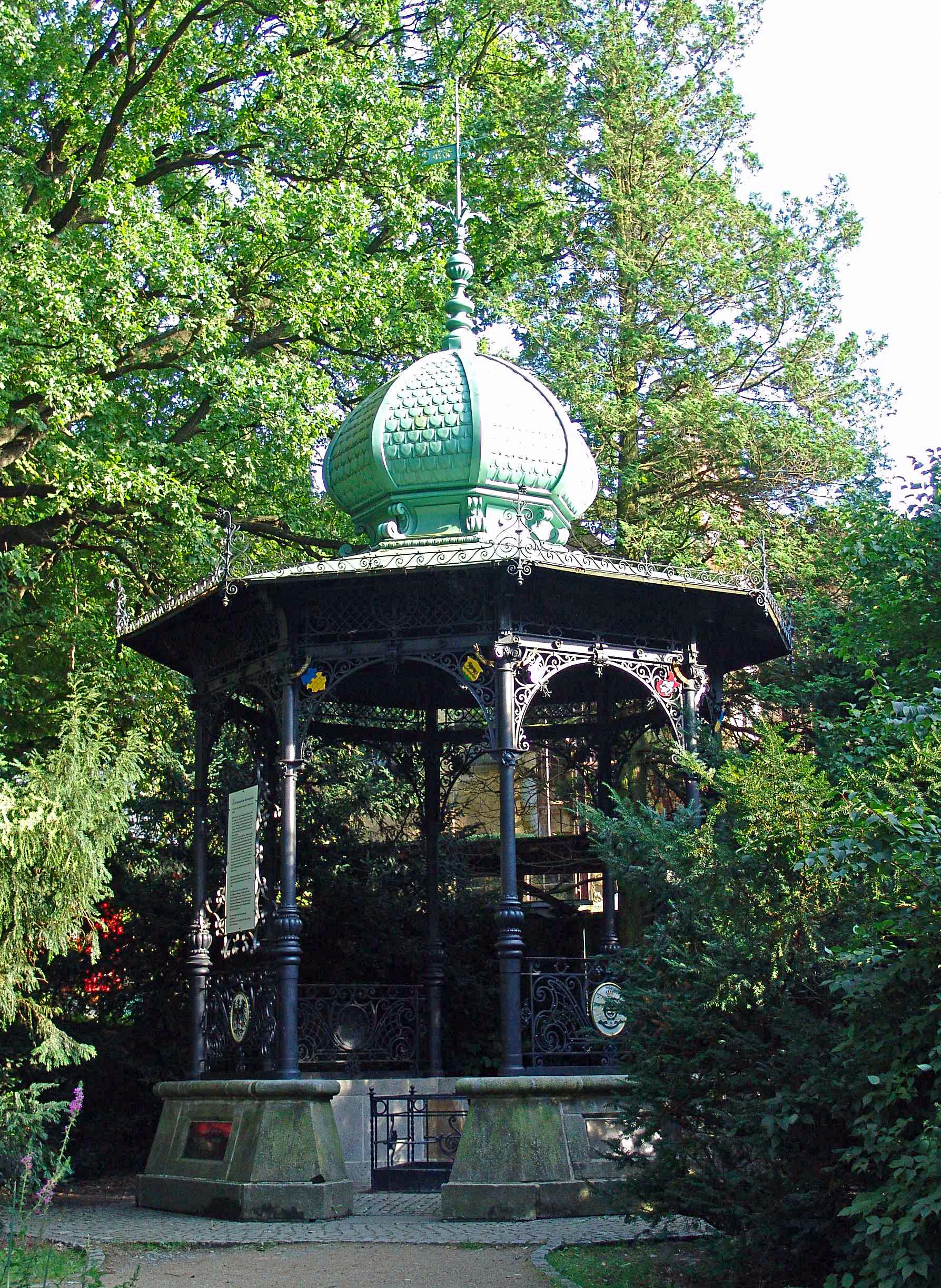
Spreequelle Ebersbach

#### In Neugersdorf

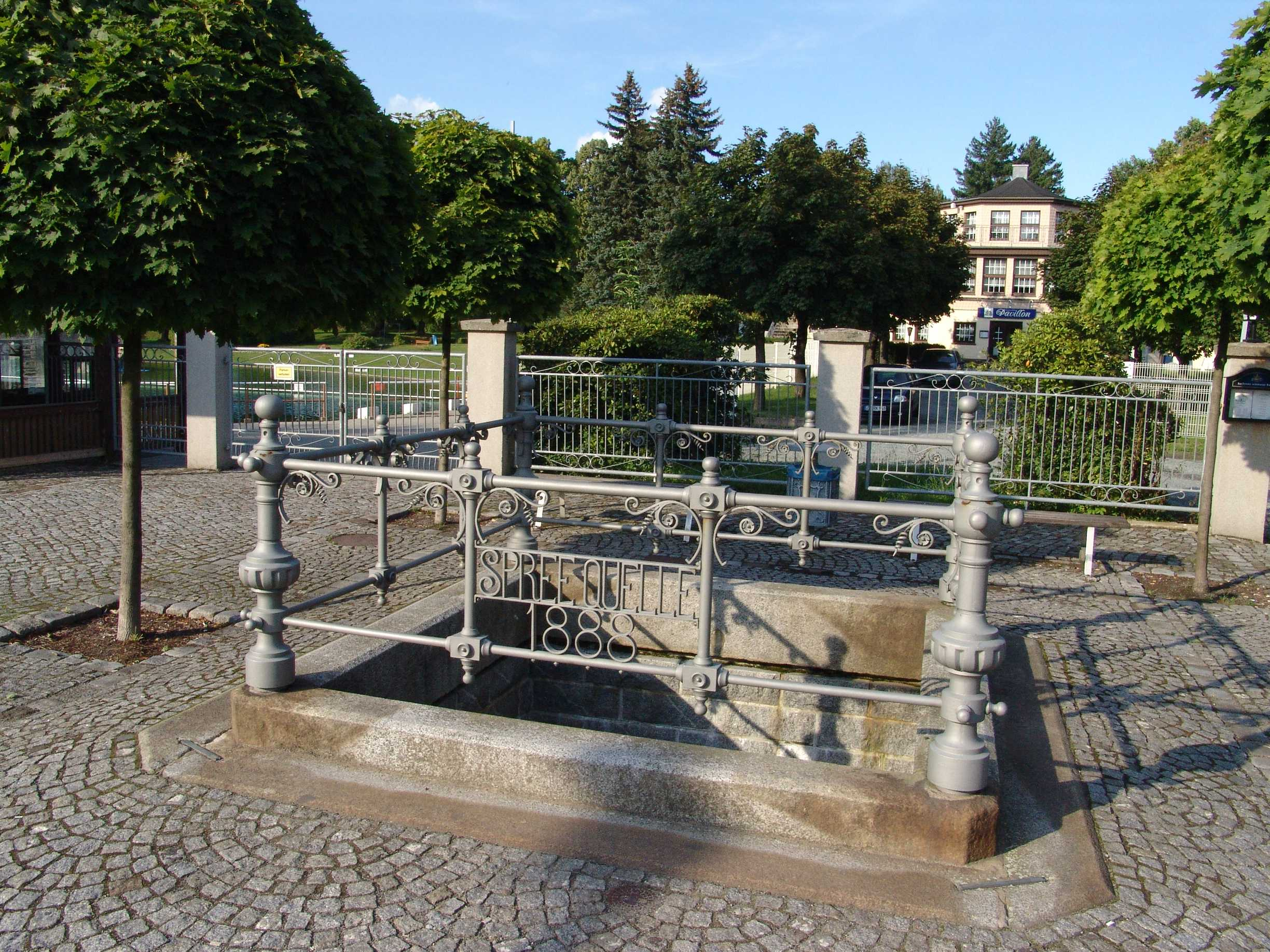
Spreequelle Neugersdorf

#### Am Kottmar

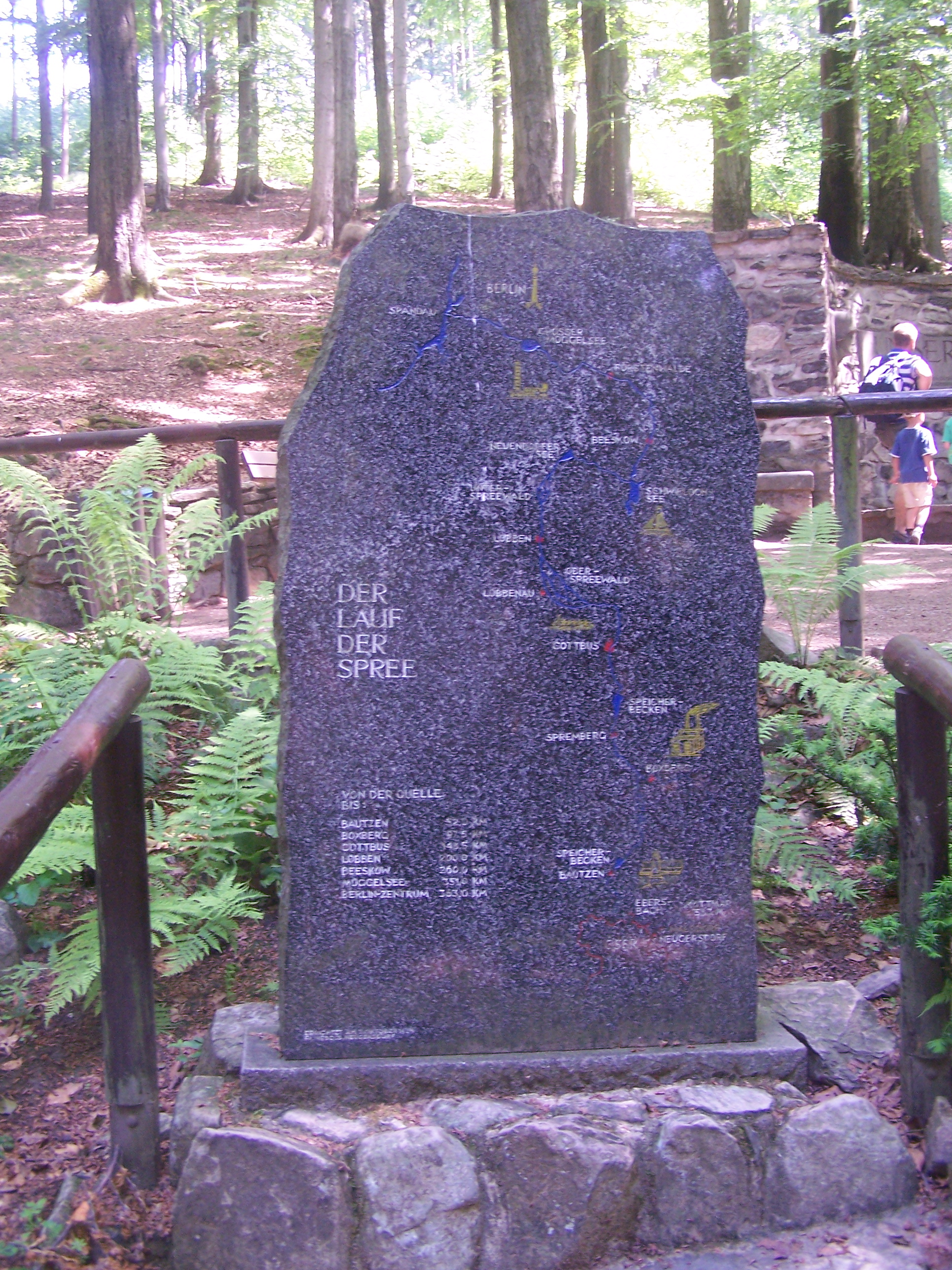
Tafel vor der Quelle auf dem Kottmar mit dem Verlauf der Spree

### Oberlauf (Sachsen und Tschechien)

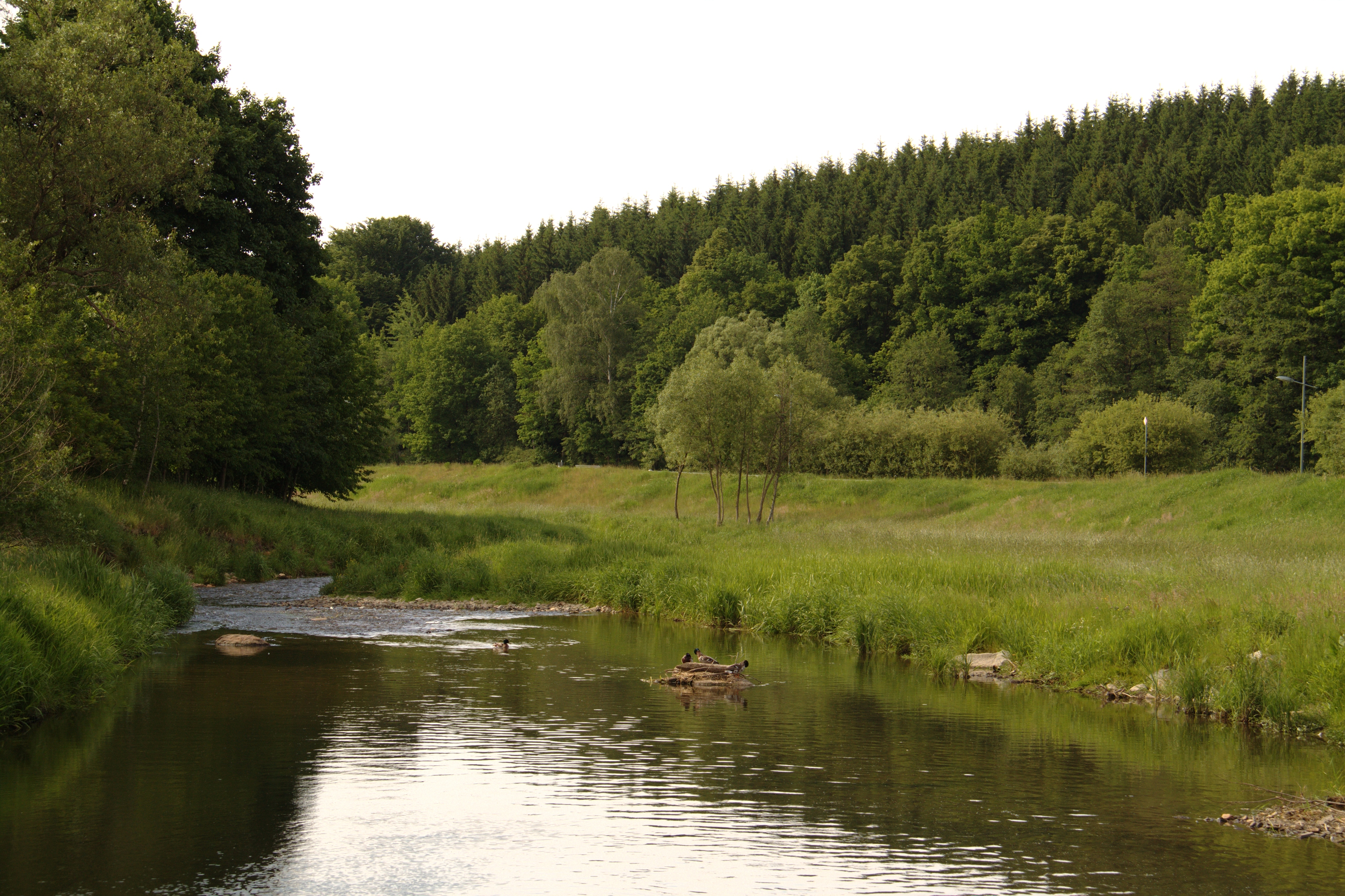
Bei Sohland im Lausitzer Bergland
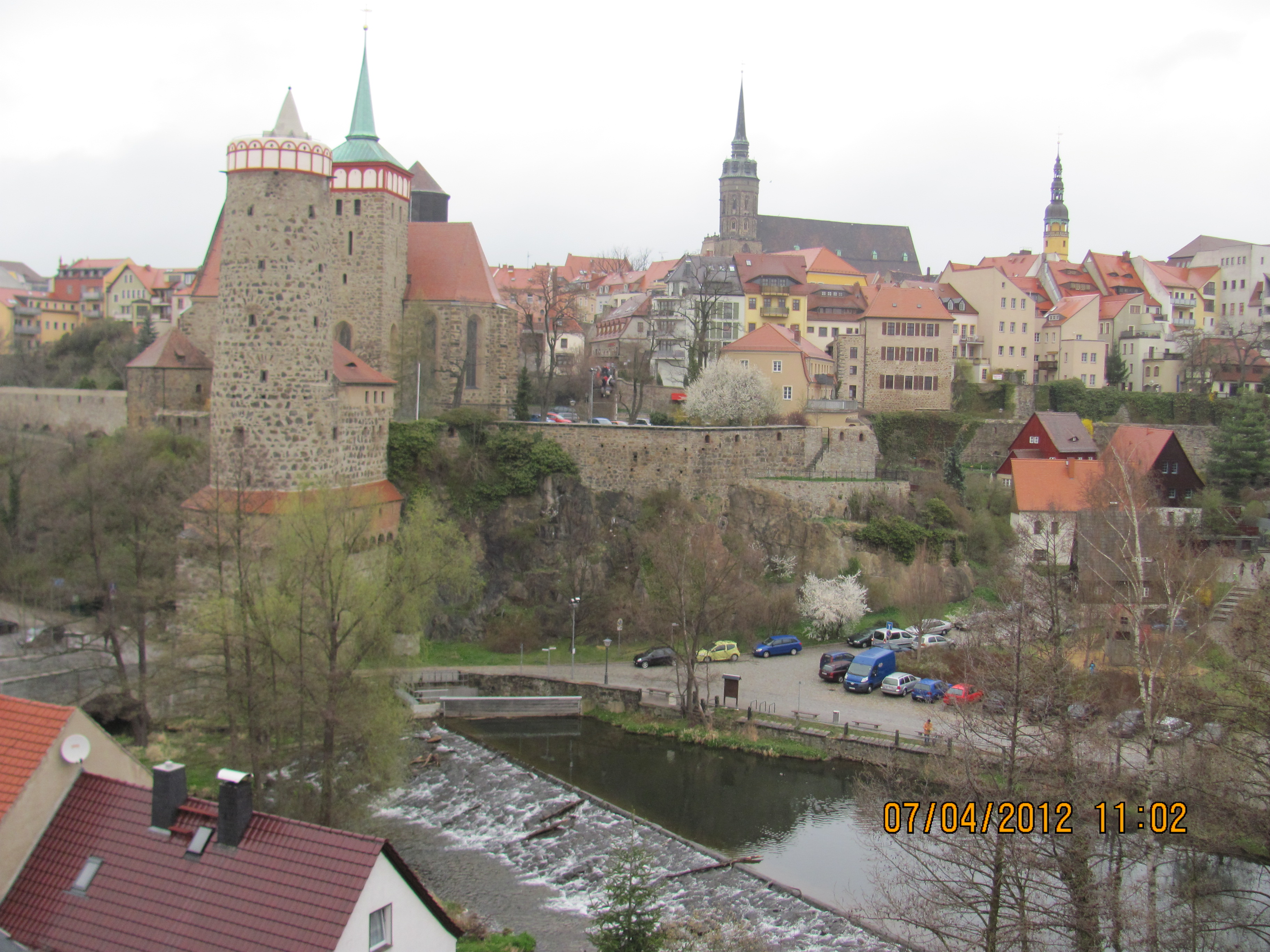
Spree vor der Altstadt von Bautzen

### Lausitzer Tiefland (Sachsen und Brandenburg)

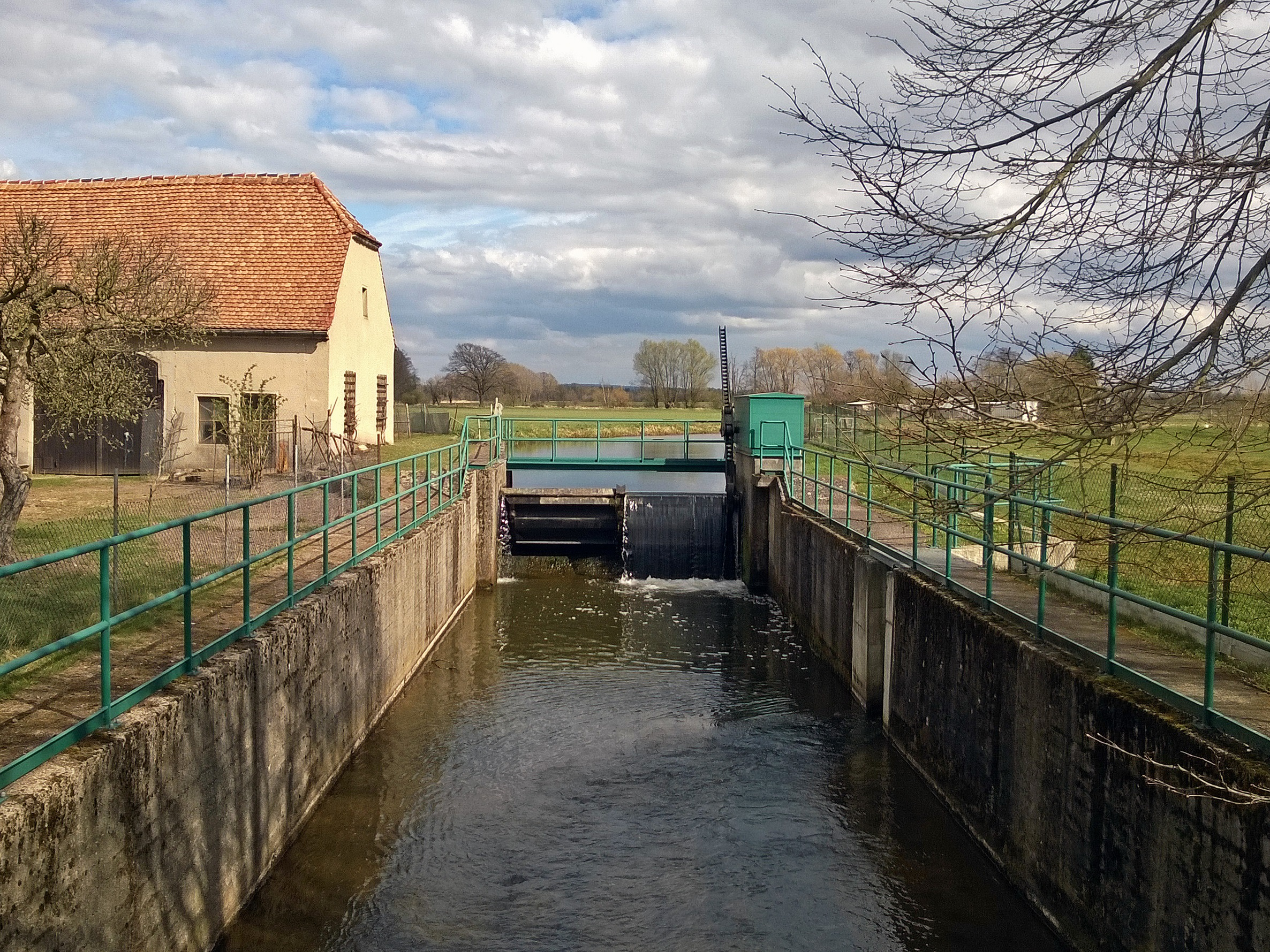
Abzweig der Kleinen Spree bei Großdubrau, Blick flussaufwärts zur Großen Spree
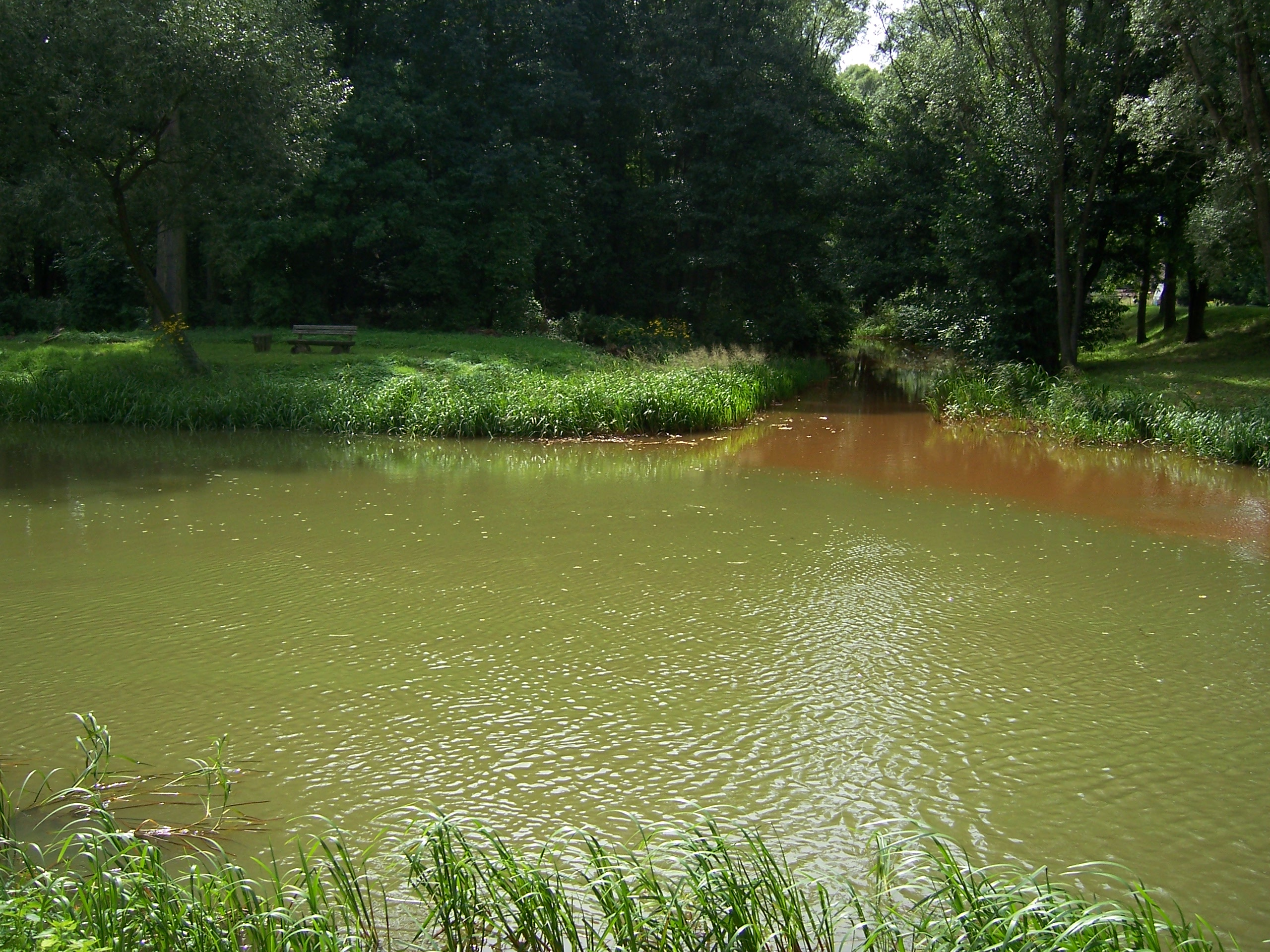
Rückkehr der Kleinen Spree in die Große Spree bei Spreewitz
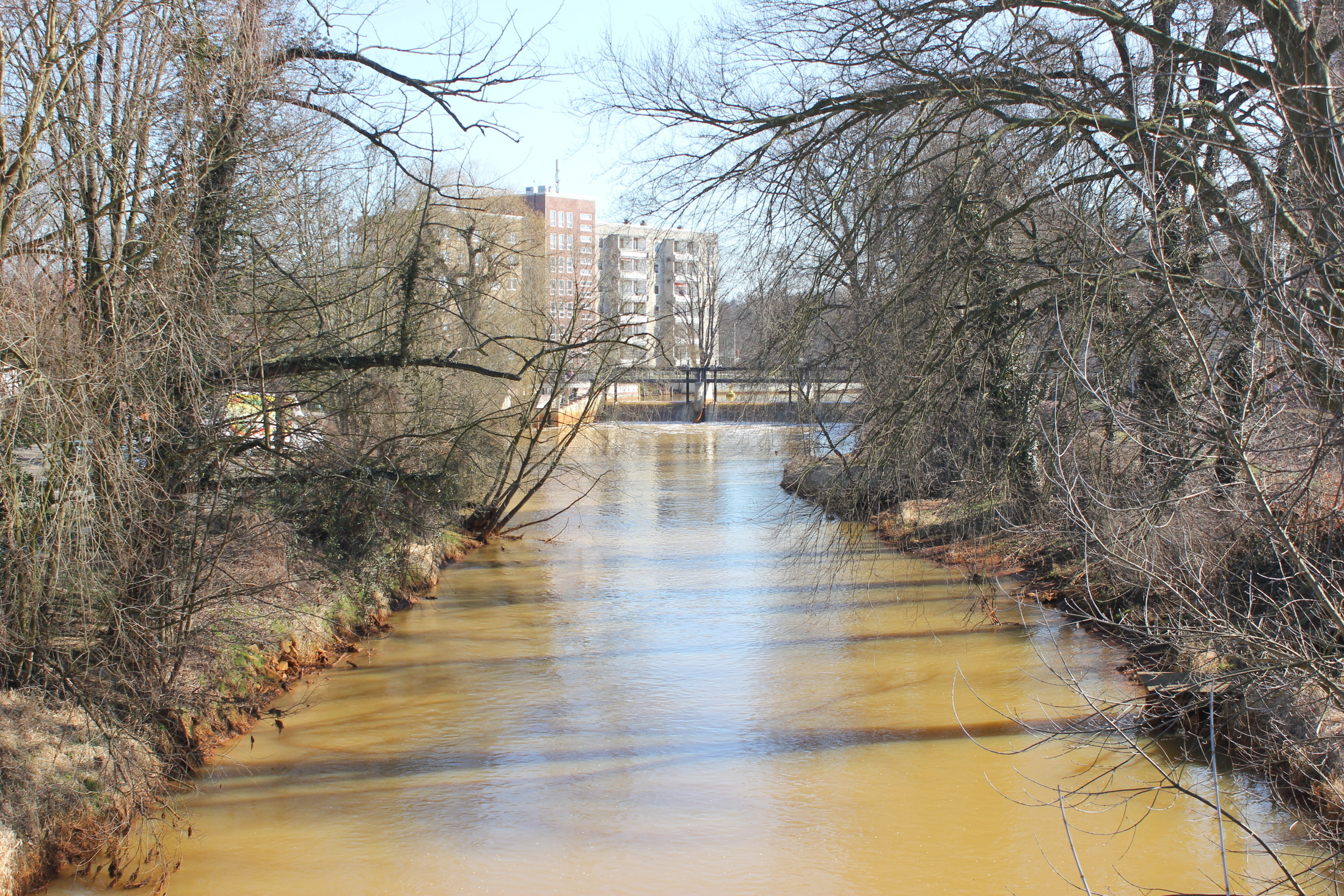
Die Braune Spree in Spremberg/N.L.

#### Nord- und Südumfluter

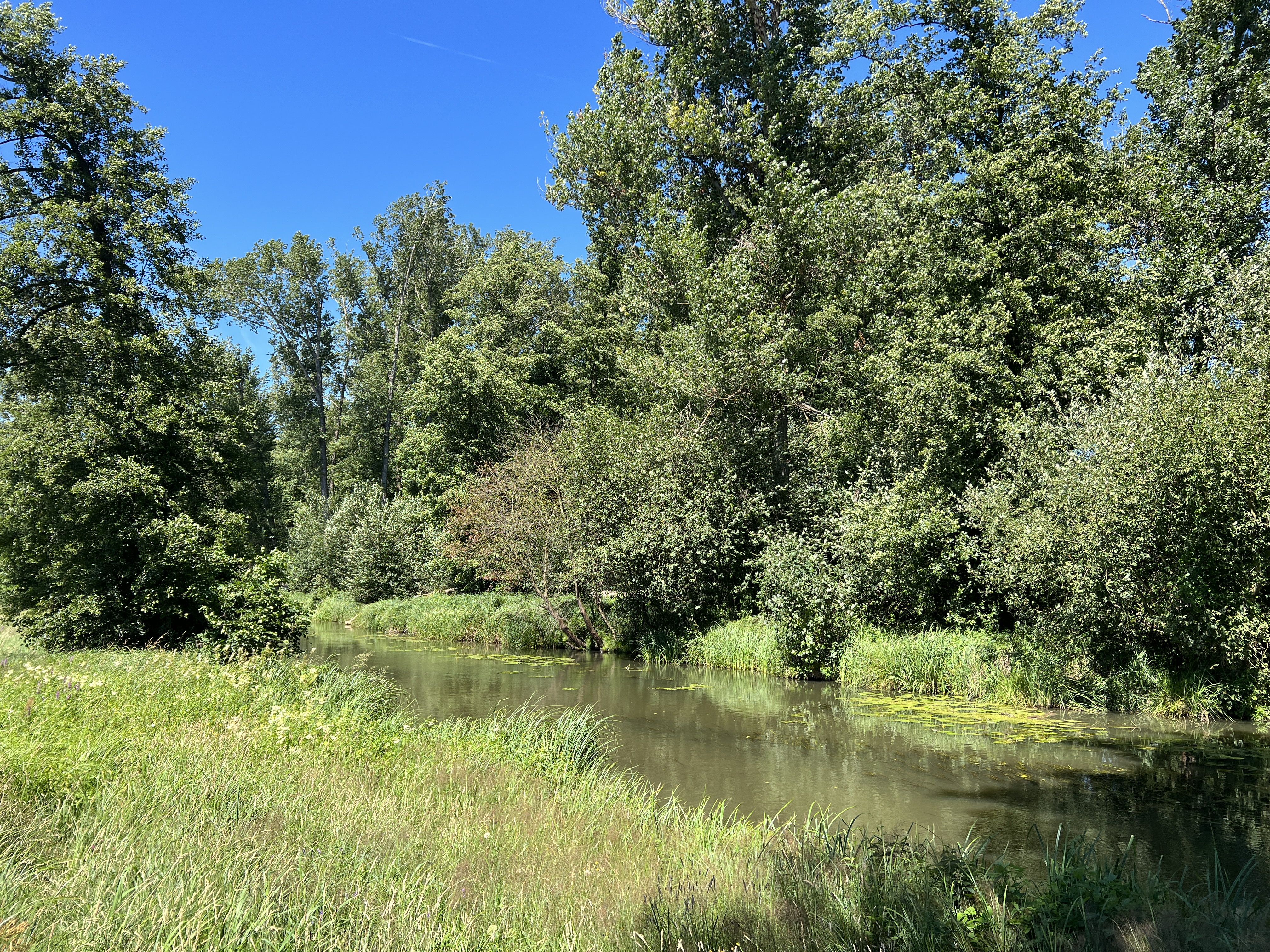
Südumfluter im Naturschutzgebiet Innerer Oberspreewald
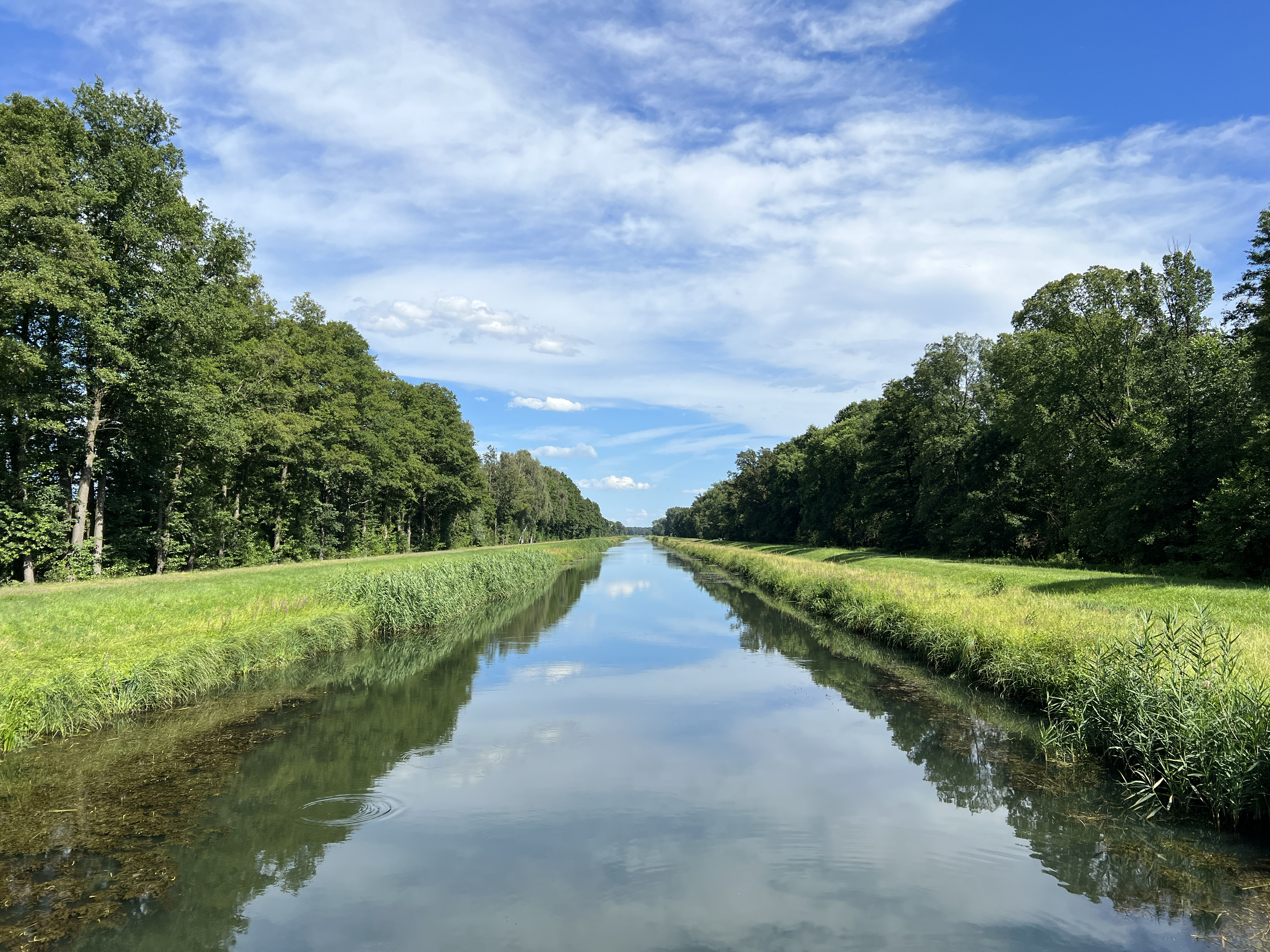
Nordumfluter in Alt Zauche

#### Unterspreewald

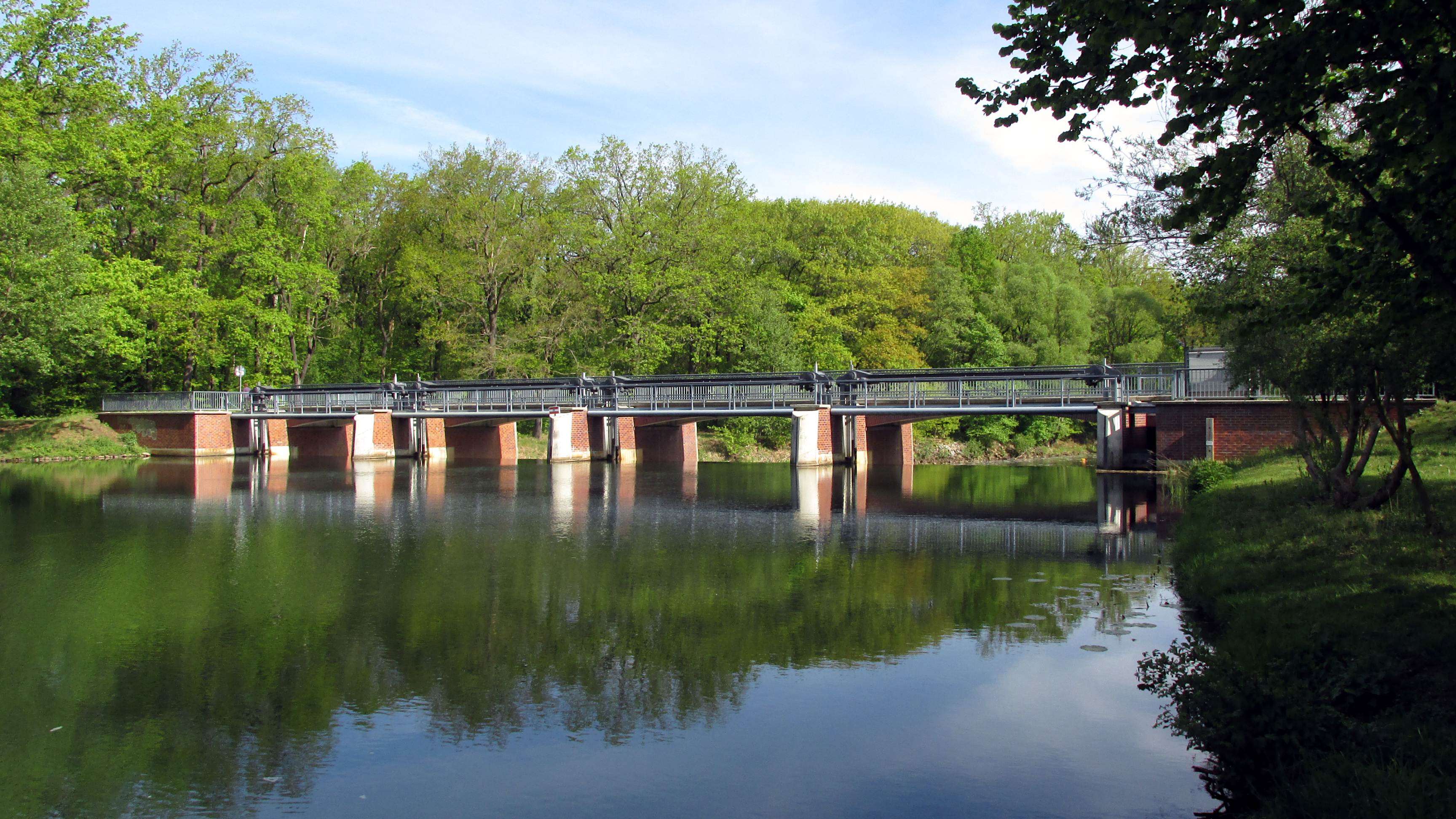
Spree am Kiekebuscher Wehr in Cottbus
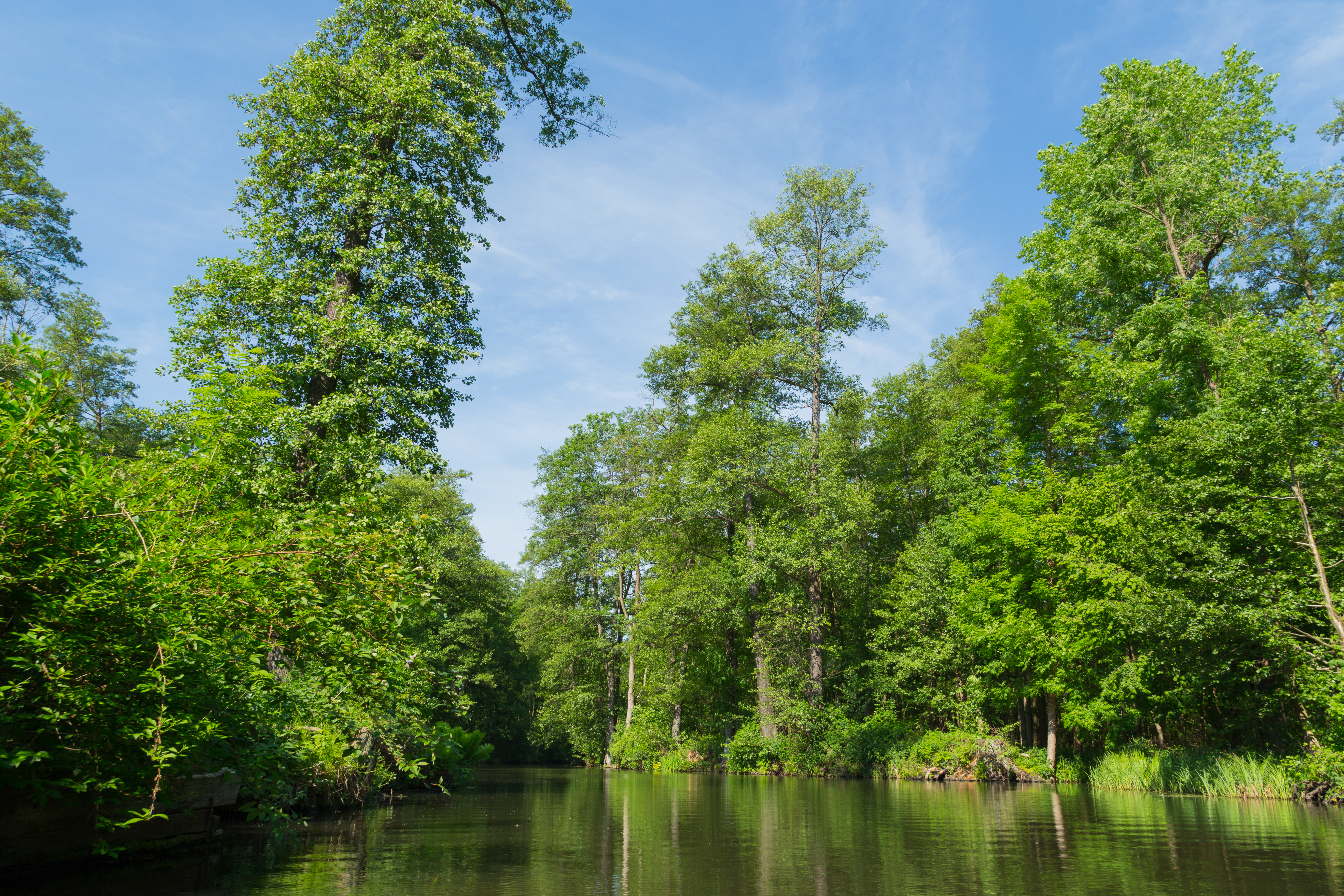
Hauptspree im Oberspreewald bei Leipe
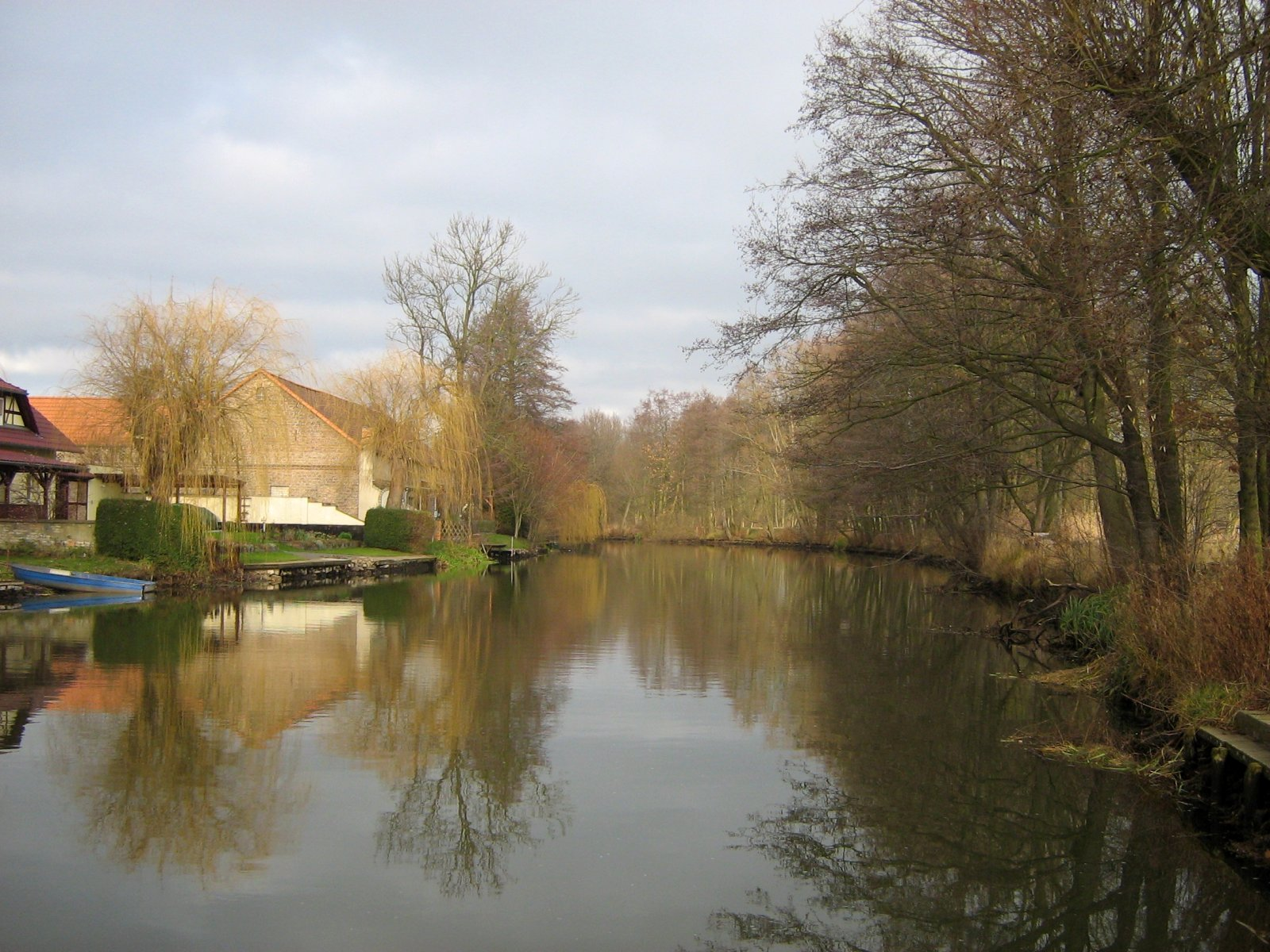
Bei Leibsch im Unterspreewald

### Nördlich des Spreewaldes

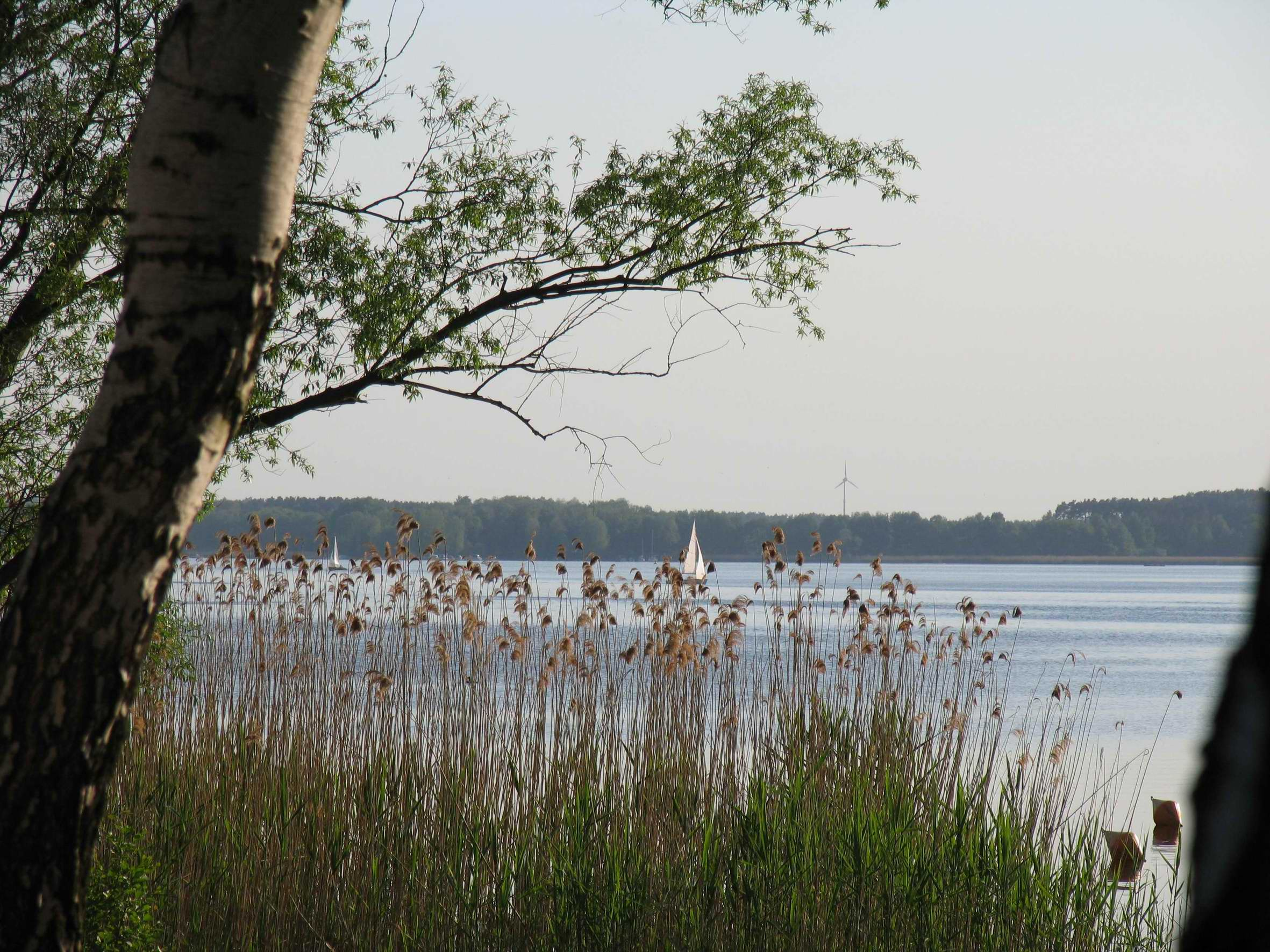
Schwielochsee
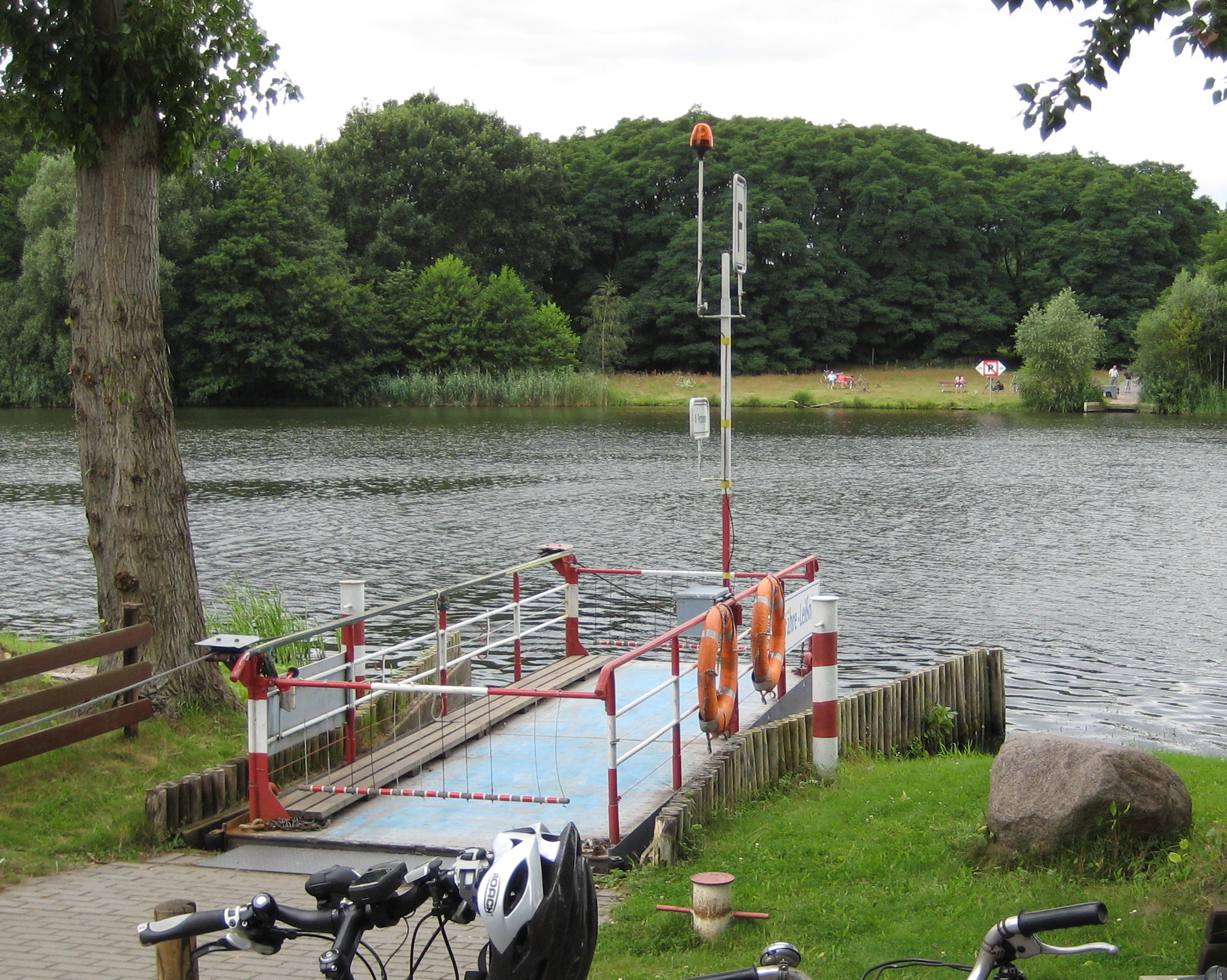
Fähre bei Tauche-Ranzig nördlich des Schwielochsees
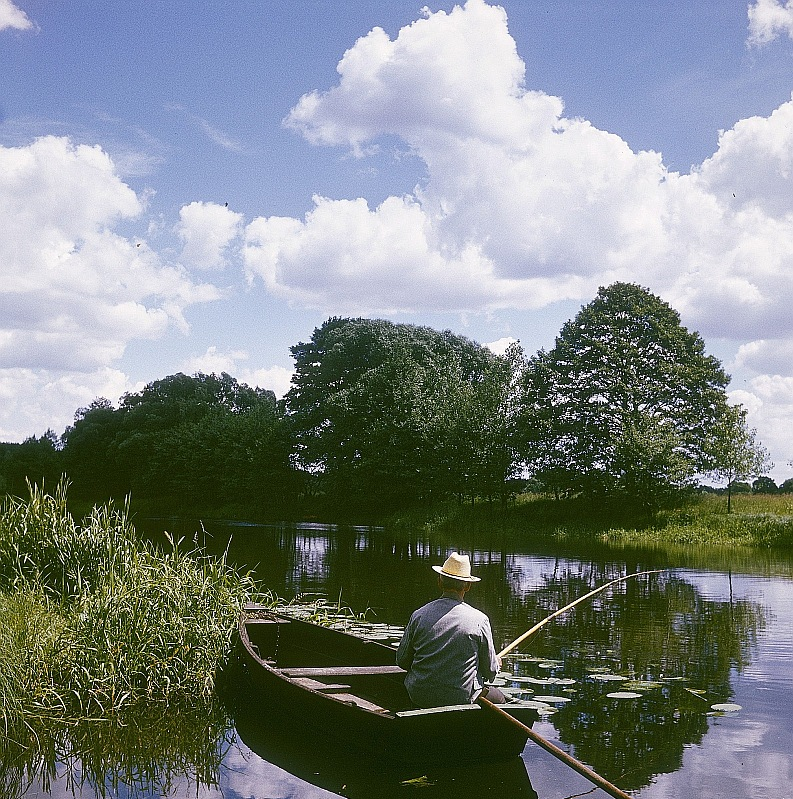
Müggelspree in Hangelsberg
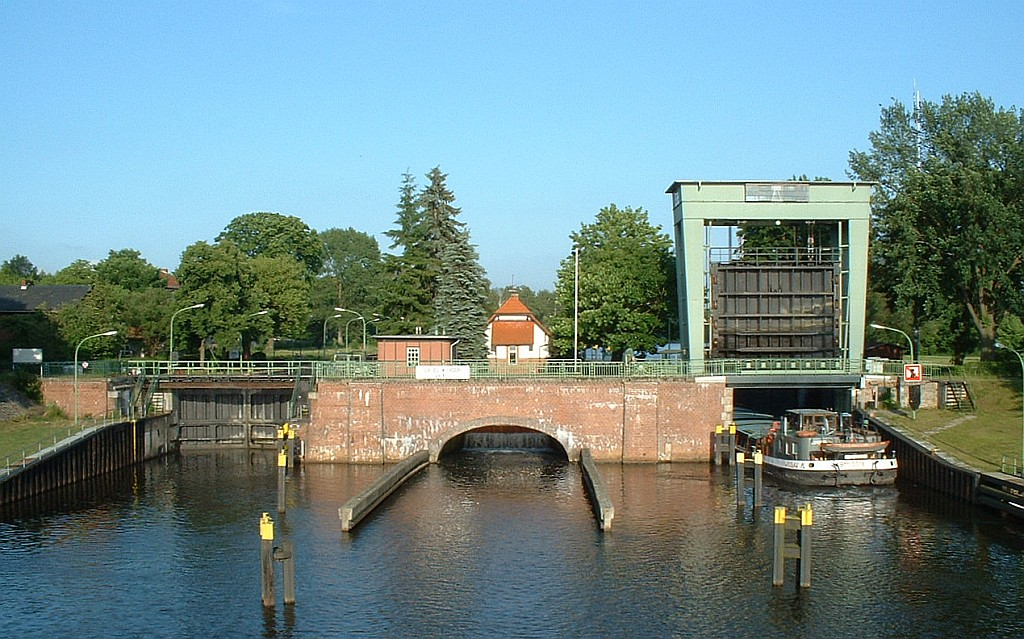
Schleuse Wernsdorf an der Einmündung des Oder-Spree-Kanals in den Seddinsee

### Berlin

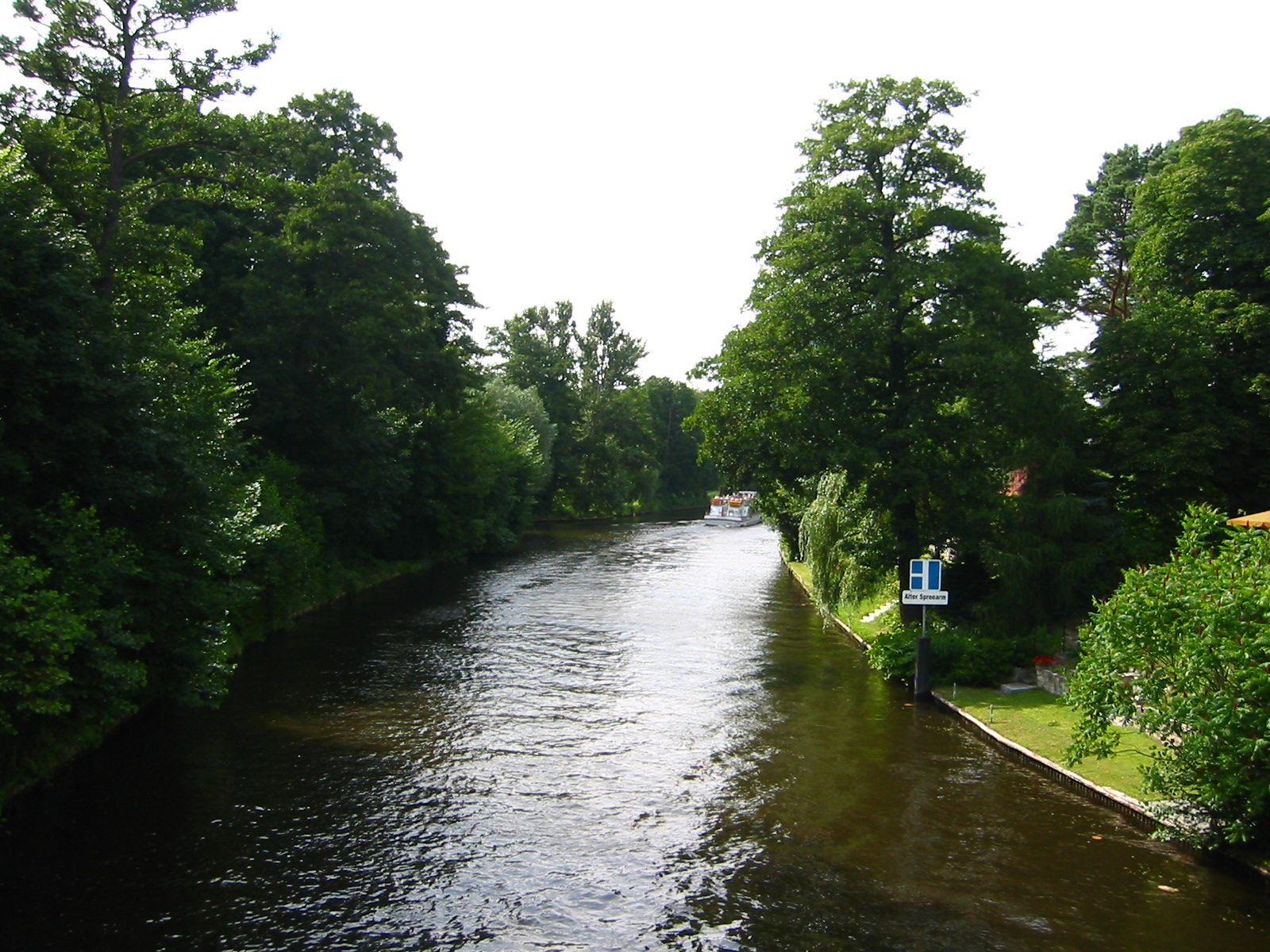
Müggelspree von der Triglawbrücke aus, Blick spreeaufwärts
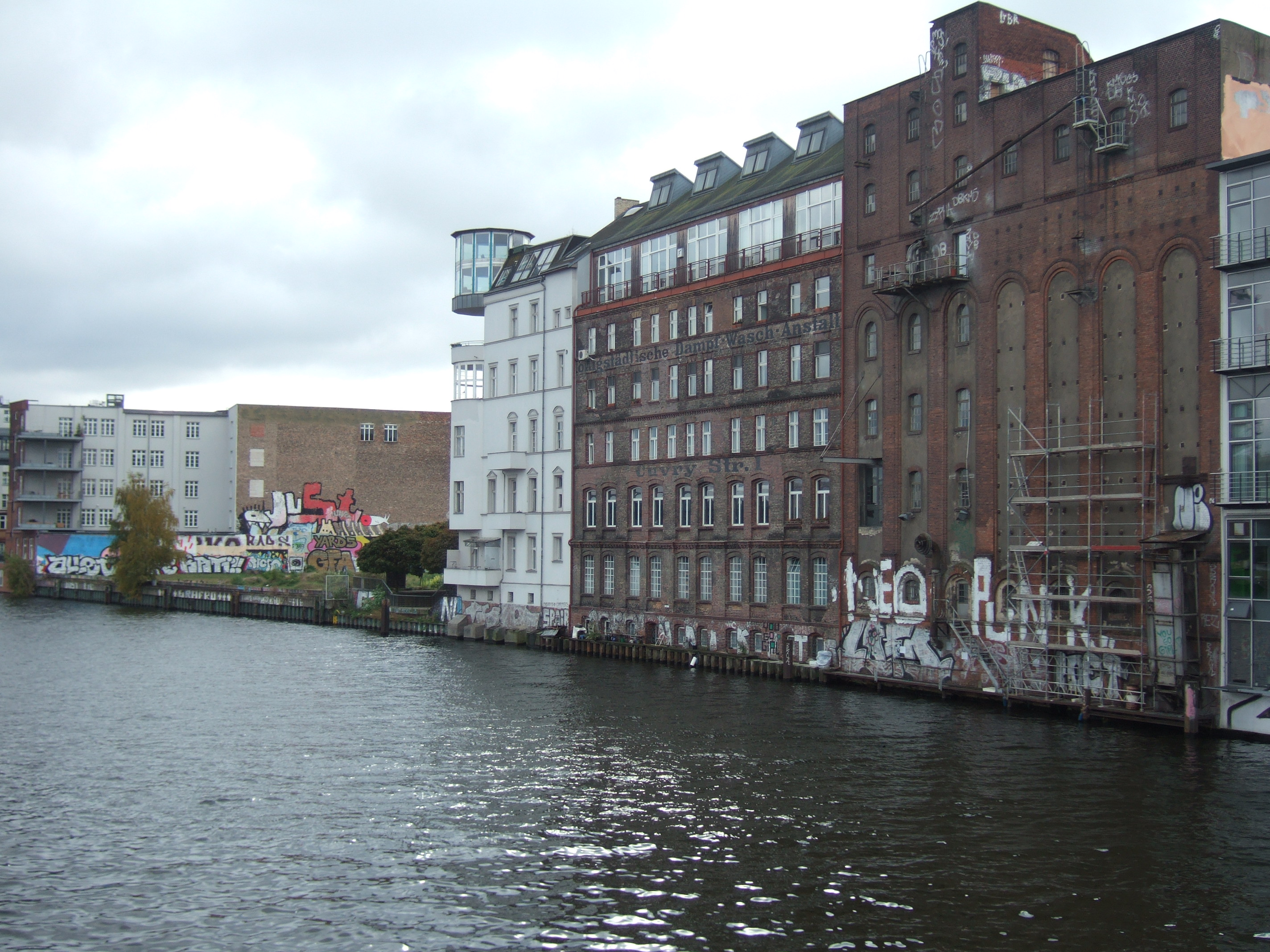
Ehemalige Speicherhäuser am Kreuzberger Ufer des Osthafens, Blick spreeaufwärts
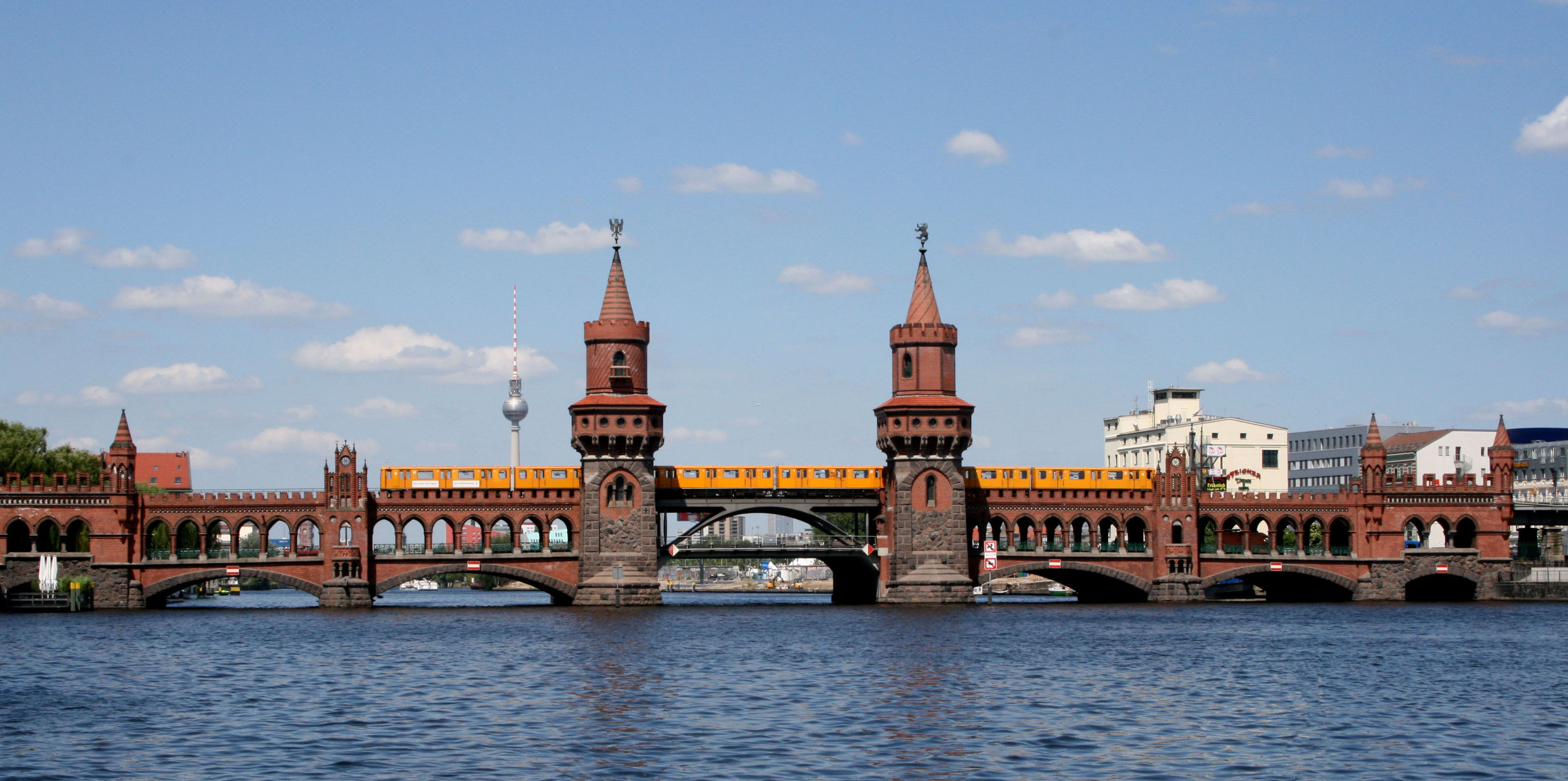
Oberbaumbrücke: links Kreuzberg, rechts Friedrichshain, Blick spreeabwärts
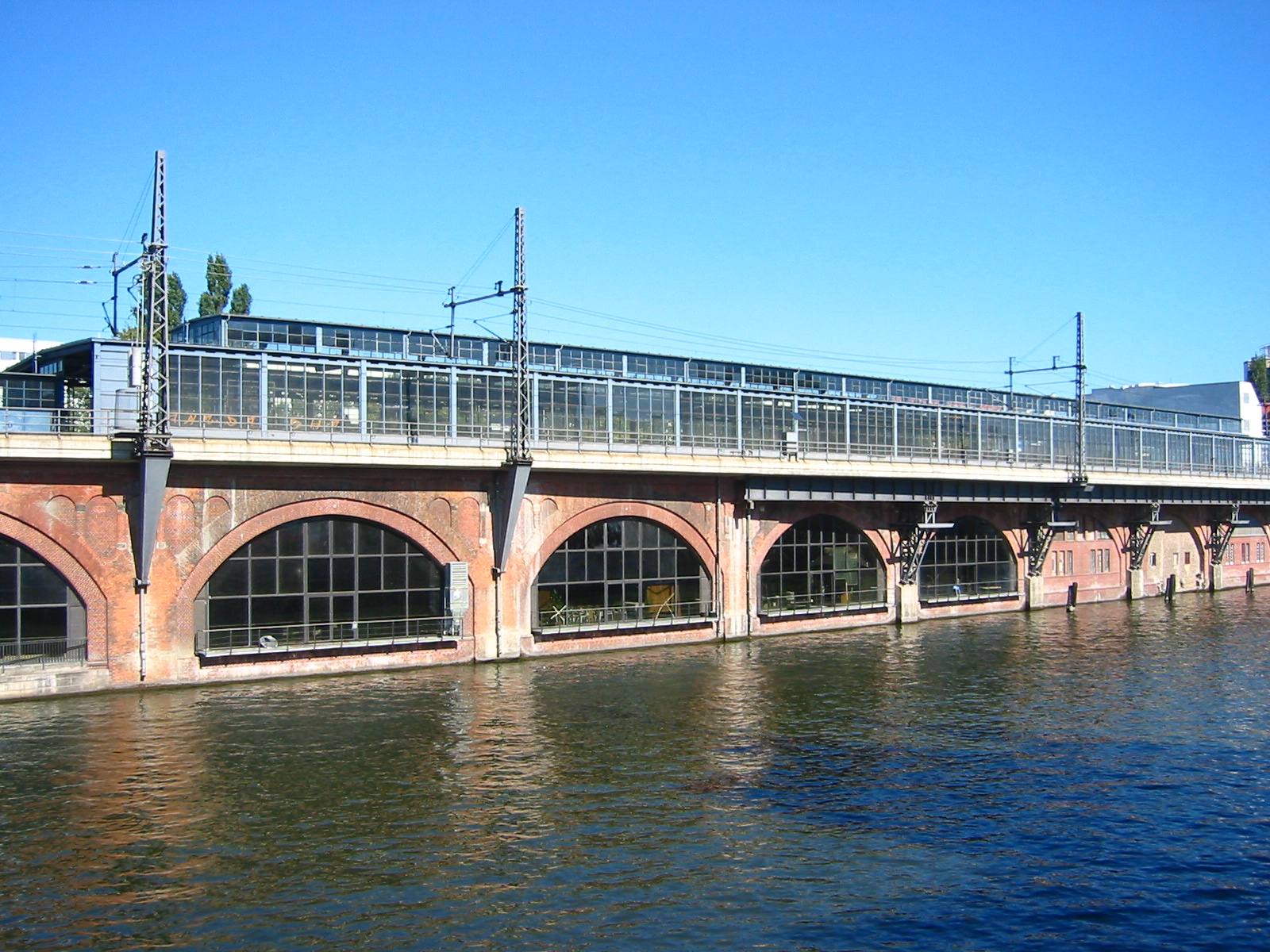
Bahnhof Berlin Jannowitzbrücke am rechten Ufer der Spree, 2005
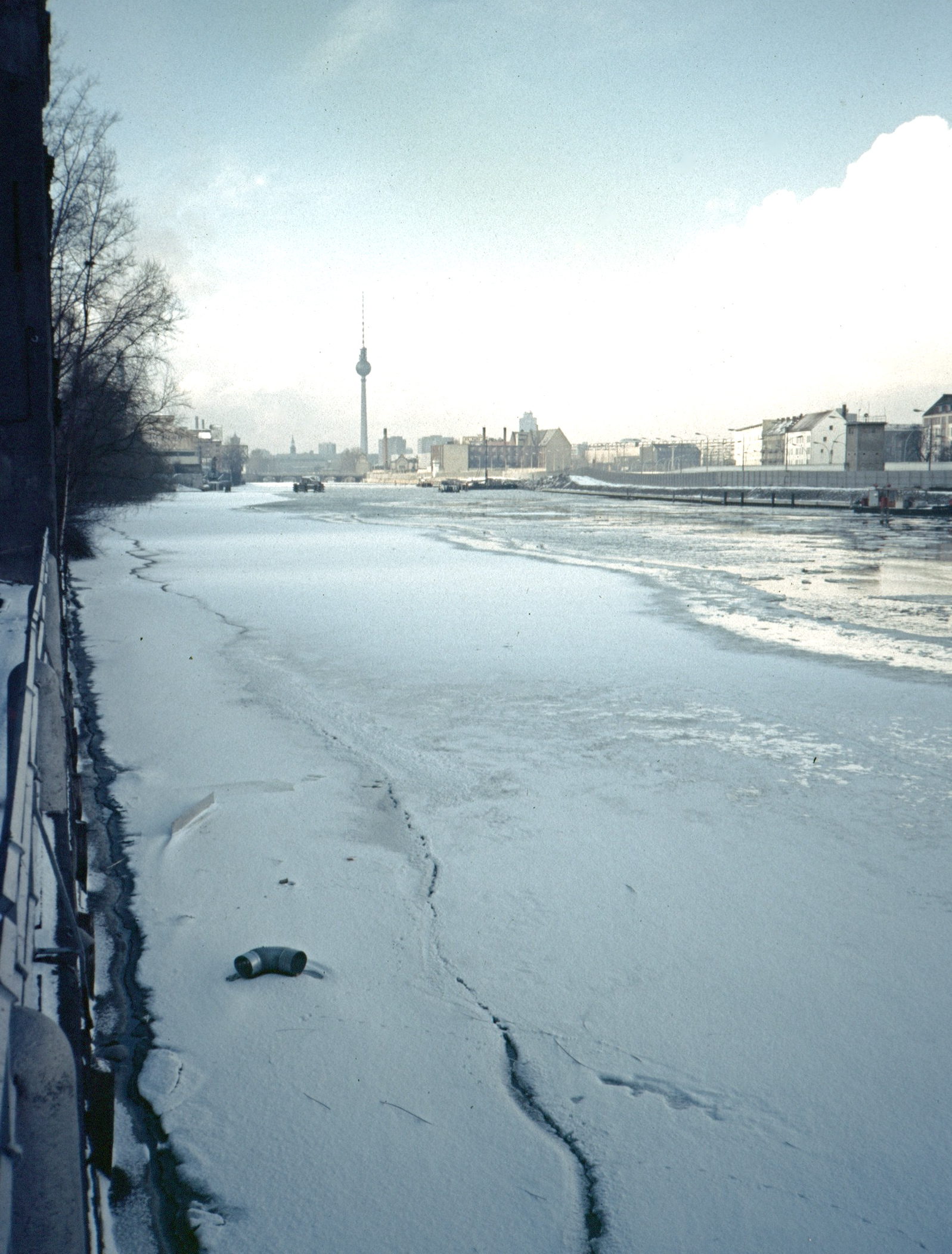
Eis auf der Spree zwischen Kreuzberg (links) und Friedrichshain (Oktober 1987), Blick spreeabwärts
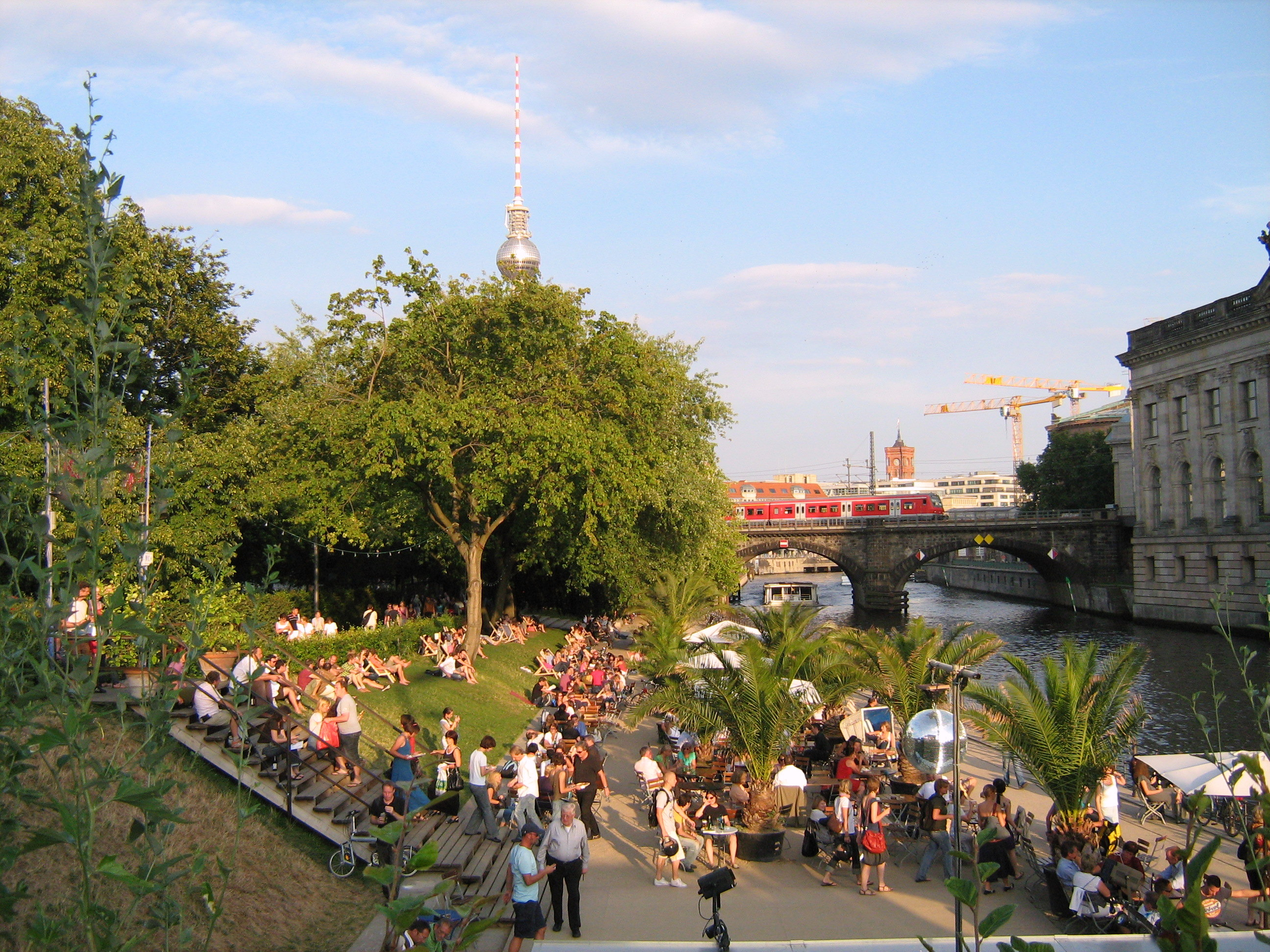
Ältester Spreestrand gegenüber der Museumsinsel, Blick spreeaufwärts
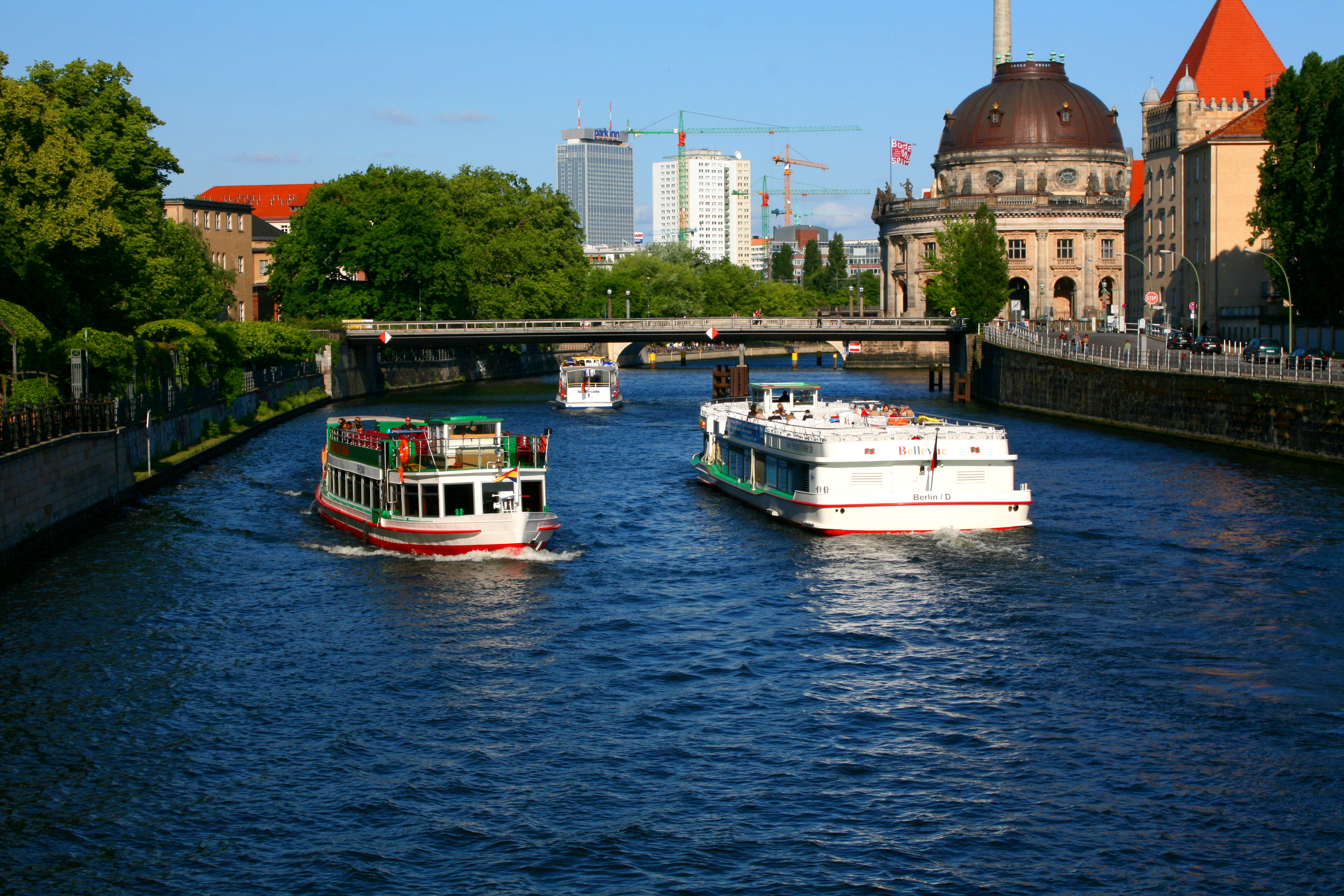
Nordspitze der Museumsinsel, von der Weidendammer Brücke aus, Blick spreeaufwärts
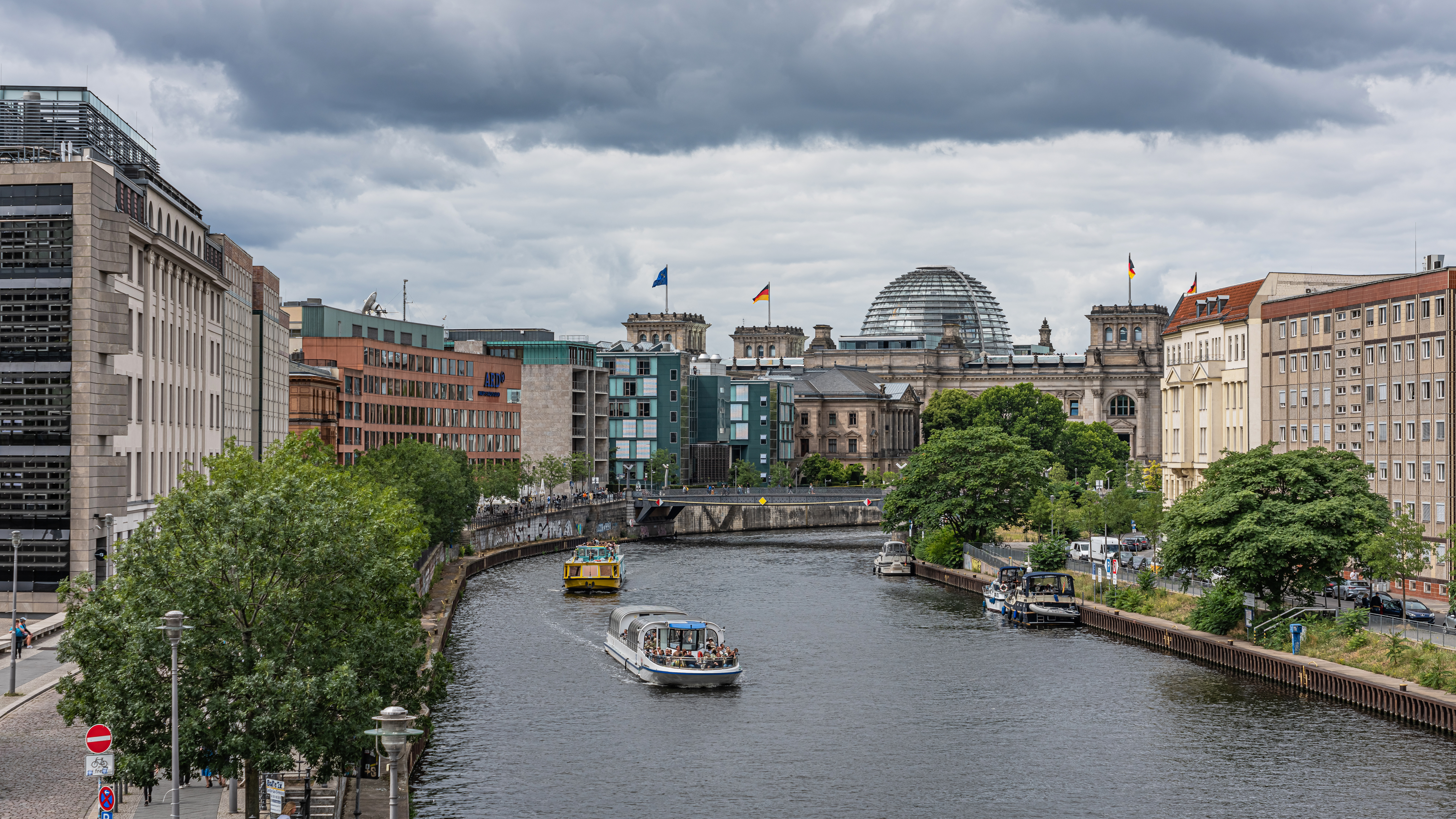
Reichstagsgebäude und ARD-Hauptstadtstudio, Blick spreeabwärts
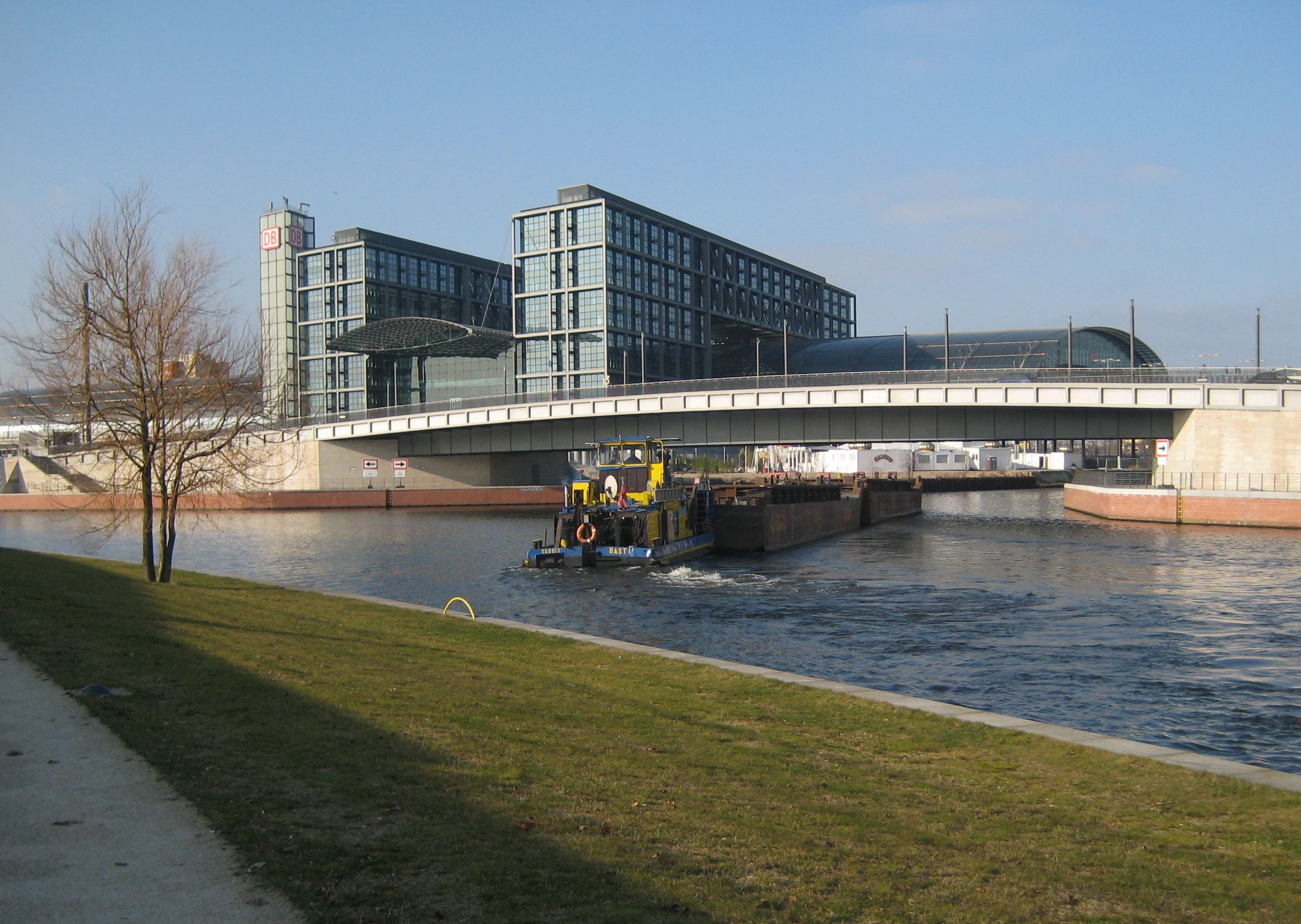
Abzweigung zum Humboldthafen, dahinter der Hauptbahnhof, Blick zum rechten Ufer
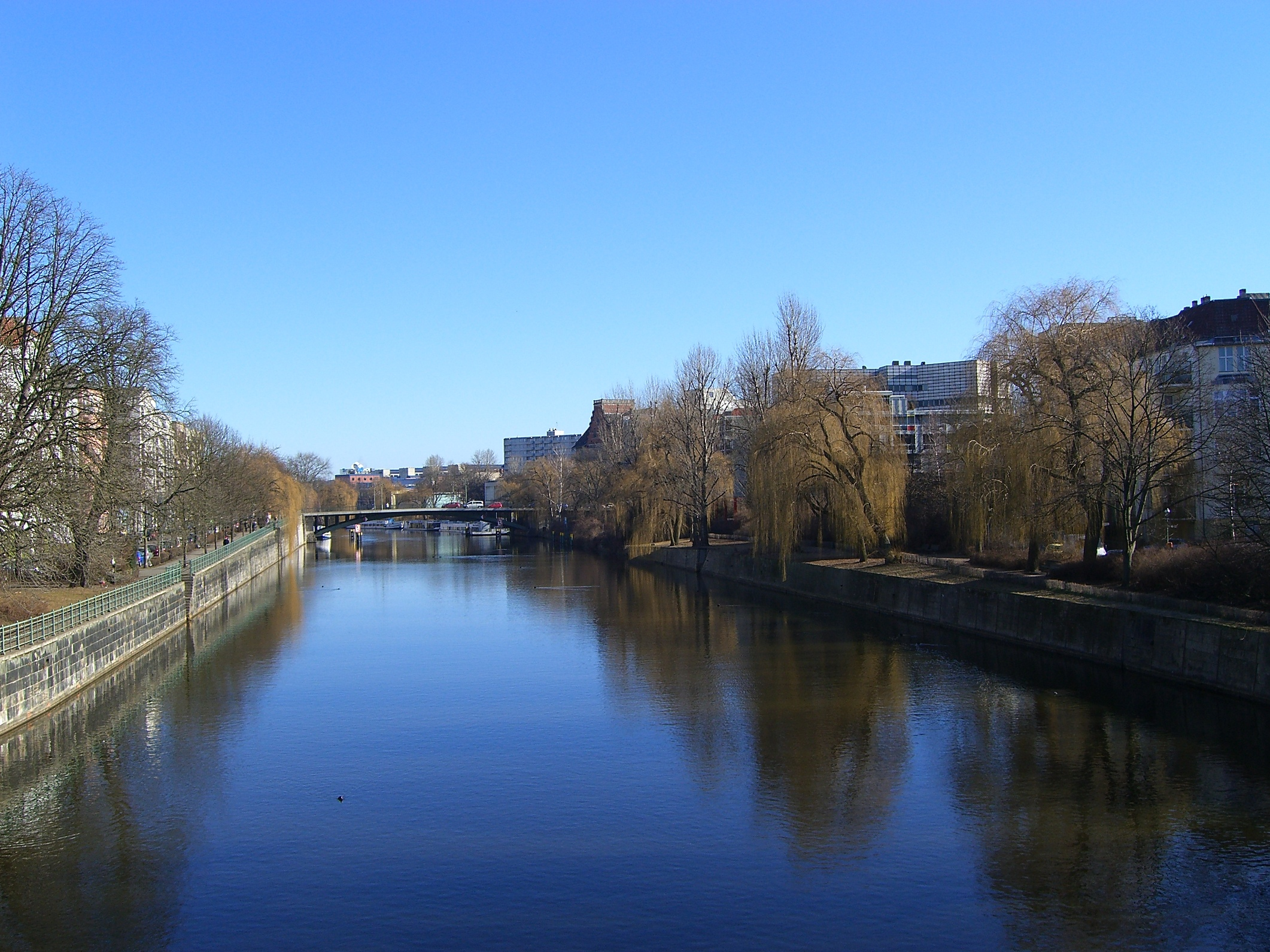
Spree zwischen Moabit (links) und Hansaviertel (rechts), Blick spreeaufwärts
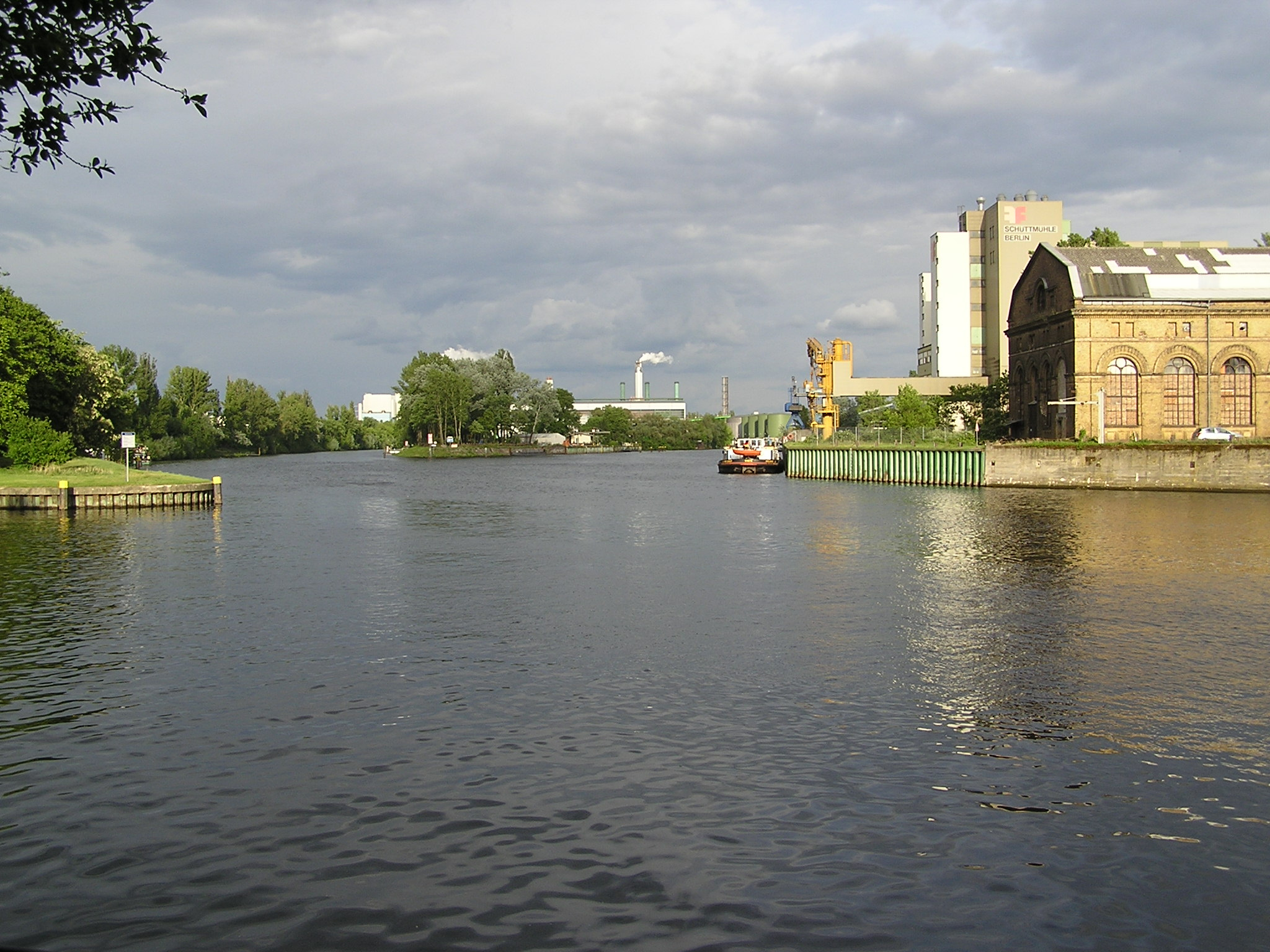
Mündung der Spree in die Havel bei Spandau; links Spree, rechts der Ruhlebener Altarm, Blick spreeaufwärts
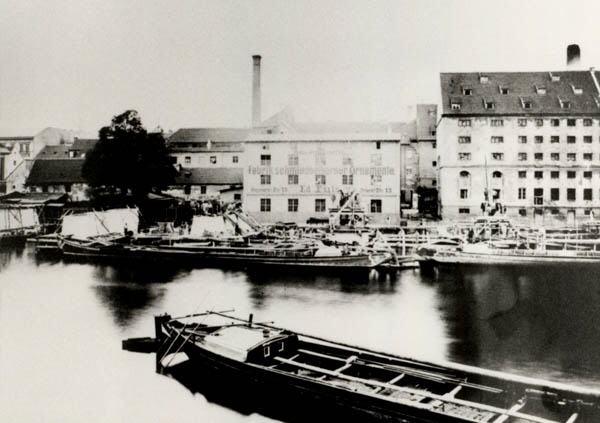
Spreeufer an der Holzmarktstraße mit der Fabrik von Ed. Puls um 1875, rechtes Ufer
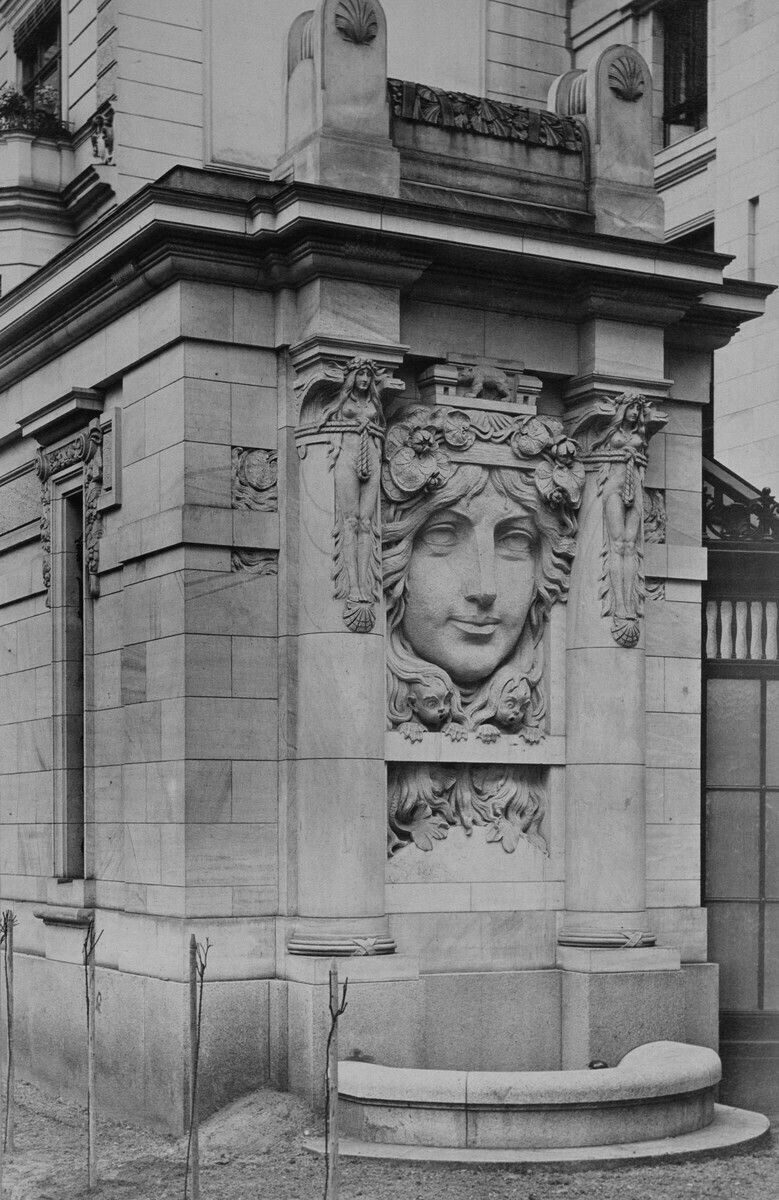
Die Sprea als personifizierte Allegorie der Spree an der Brunnenrückwand des Palais Staudt in Berlin-Tiergarten

Historischer Spreeverlauf in Spandau
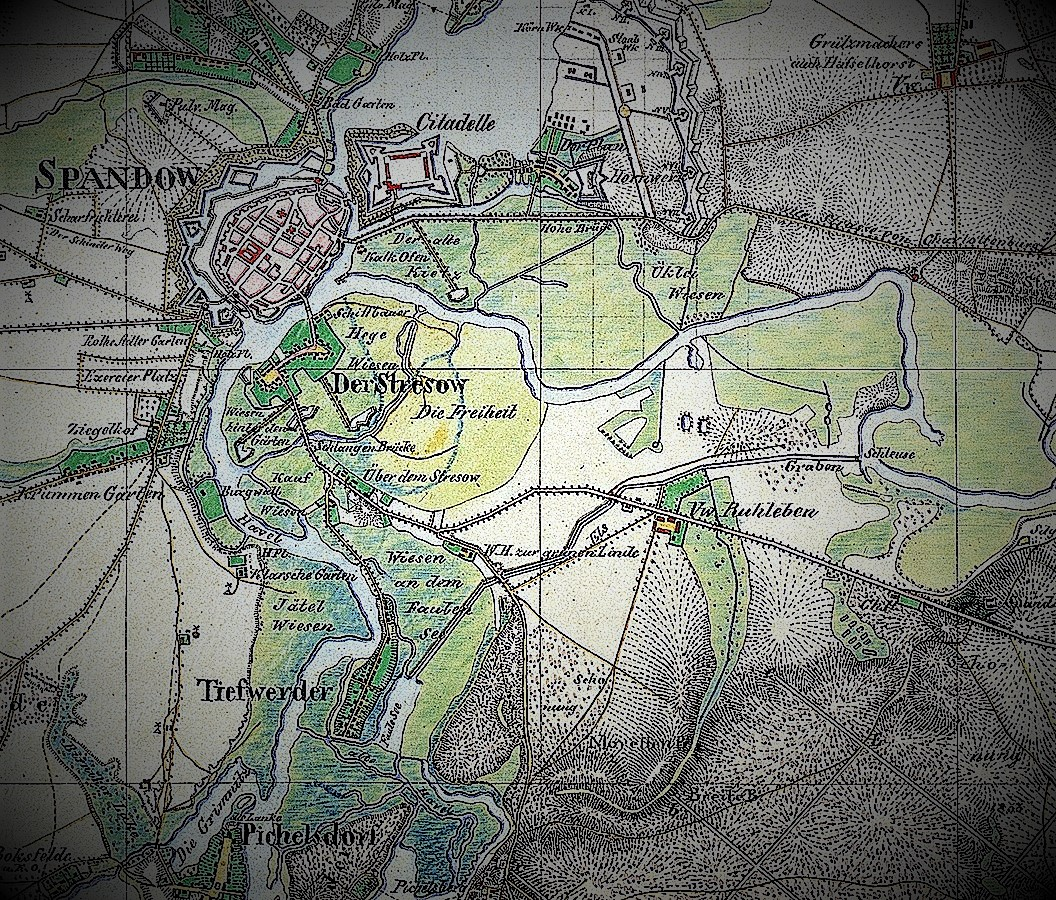
Urmesstischblatt 3445, um 1835
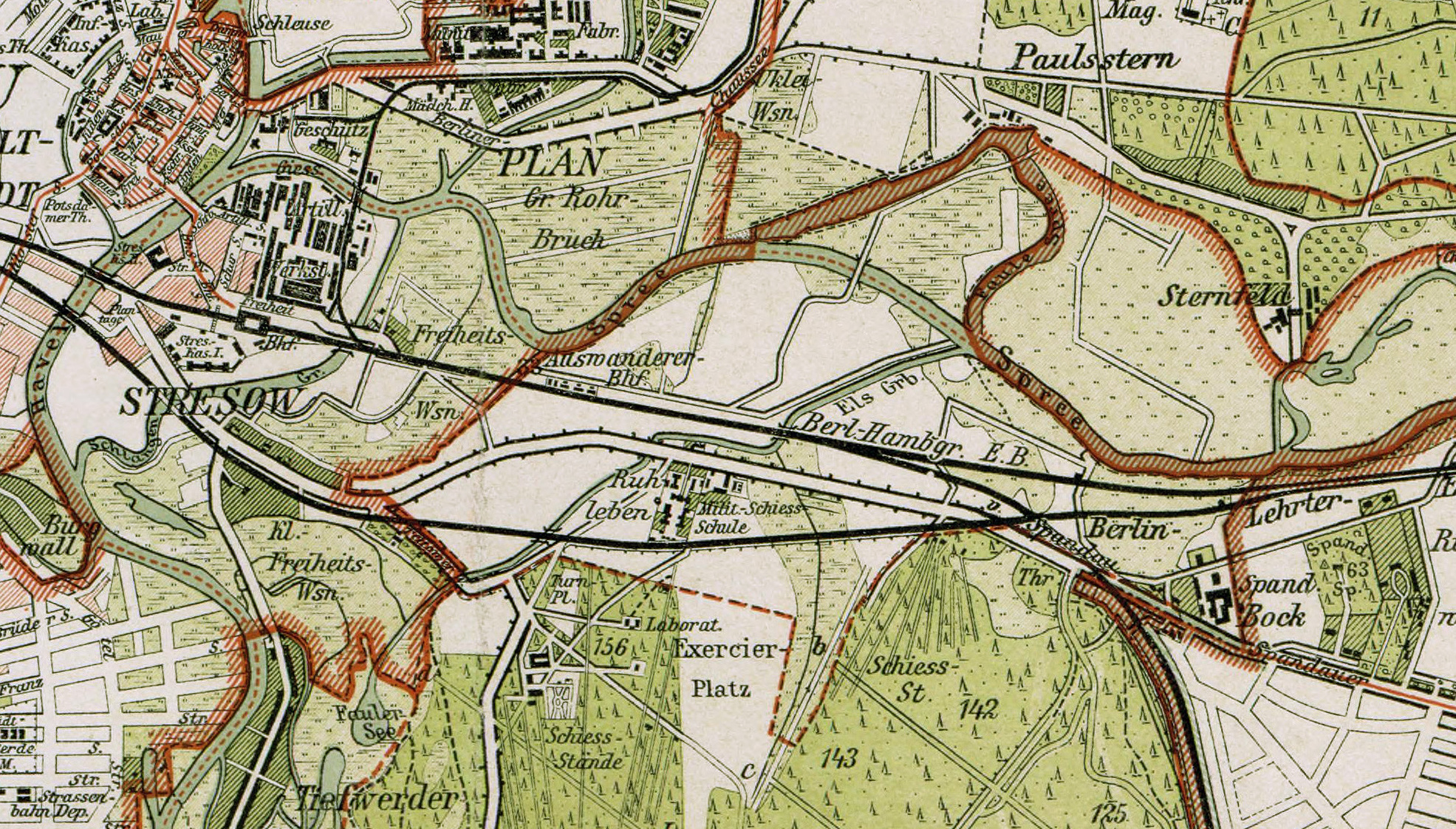
Straubes Spezialkarte von 1904
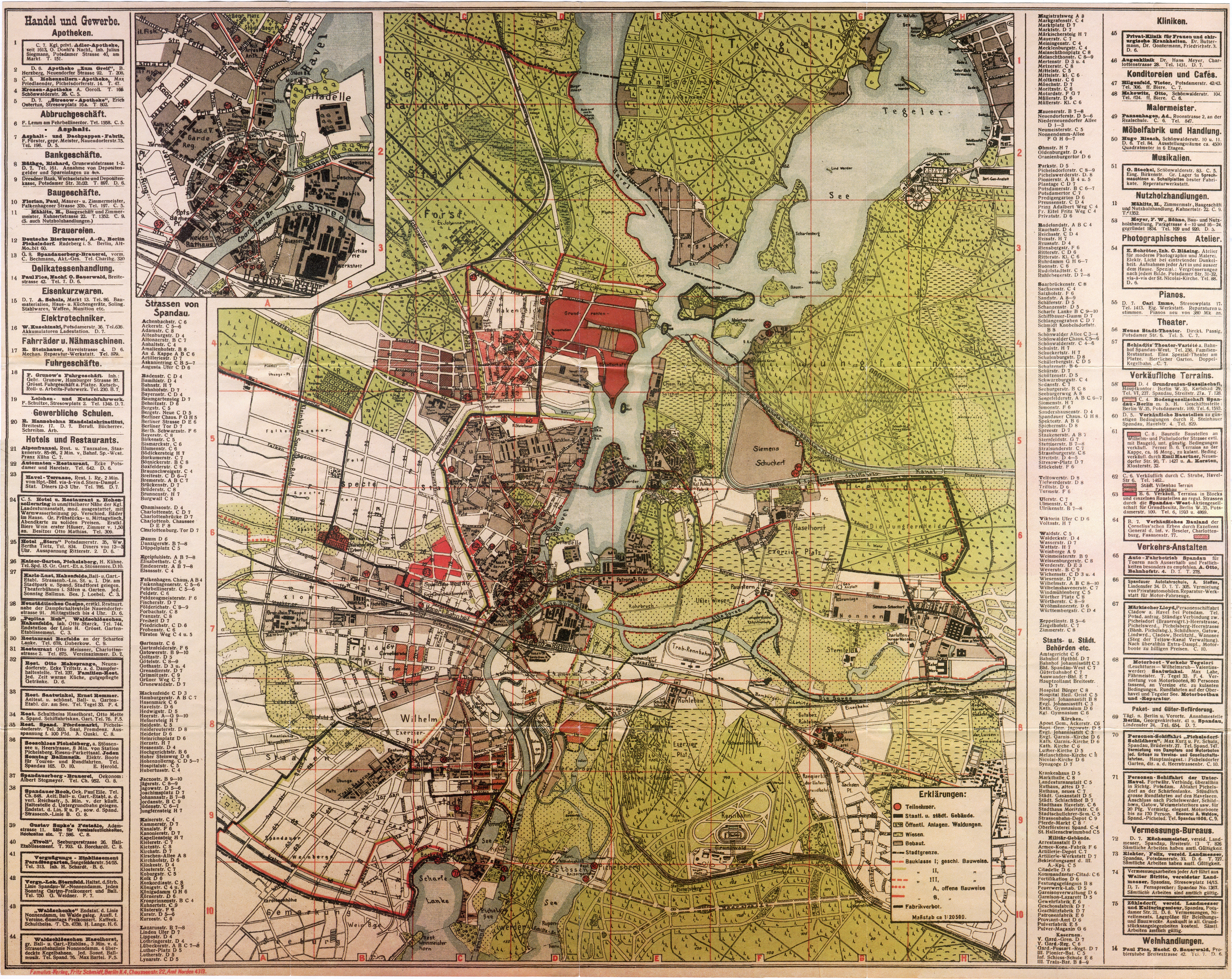
Stadtplan Spandau von 1913

### Spree, Kanäle und Havel in Berlin

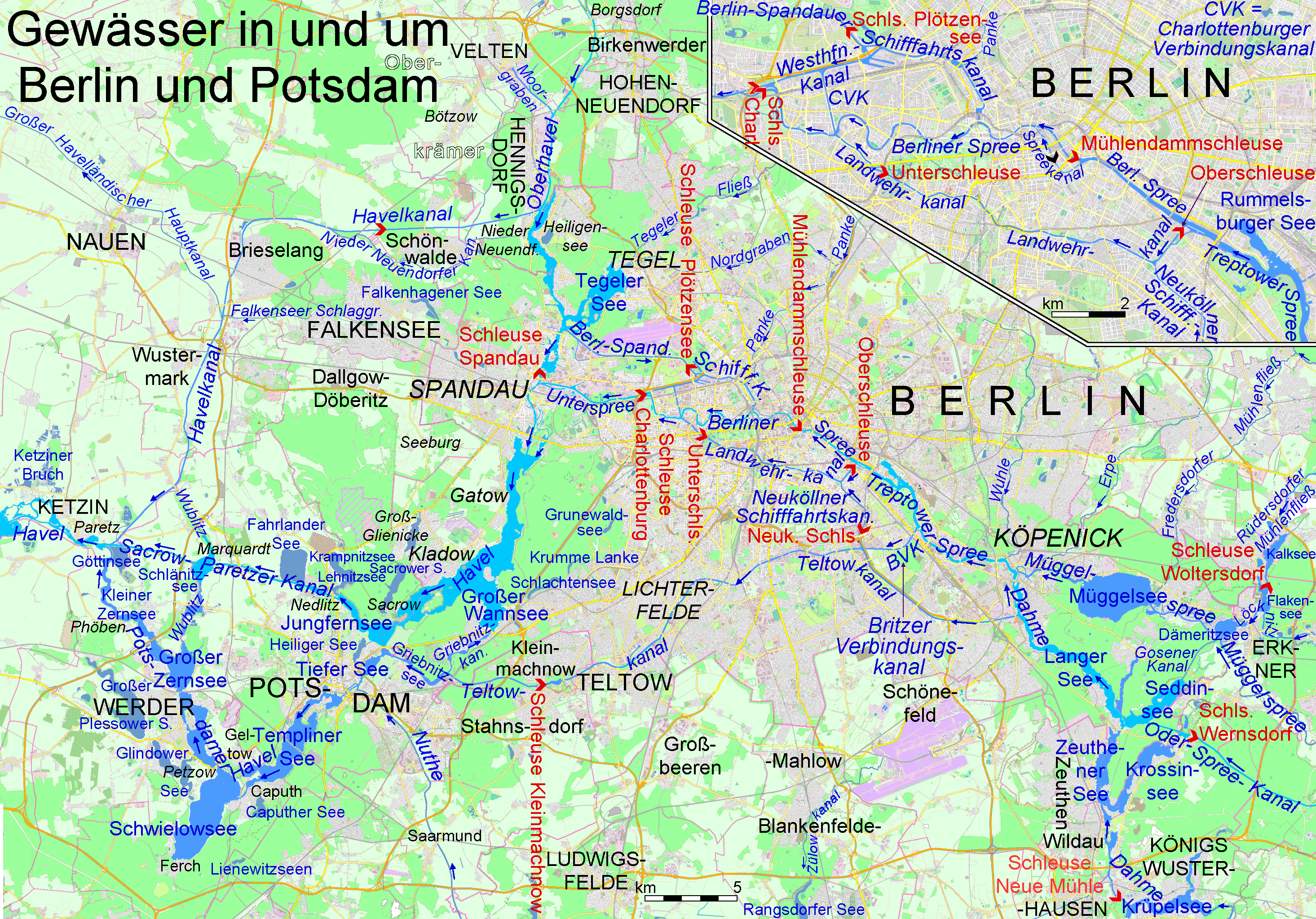
Wasserstraßen in Berlin. Der Berlin-Spandauer Schifffahrtskanal und der Neuköllner Schifffahrtskanal sind in der nachfolgenden Tabelle weggelassen. Für den Havelkanal liegen keine Werte vor.
Grellblau: Havel-Oder-Wasserstraße, Spree-Oder-Wasserstraße und untere Havel-Wasserstraße; tiefblau weitere Bundeswasserstraßen, graublau sonstige Gewässer

## Besonderheiten

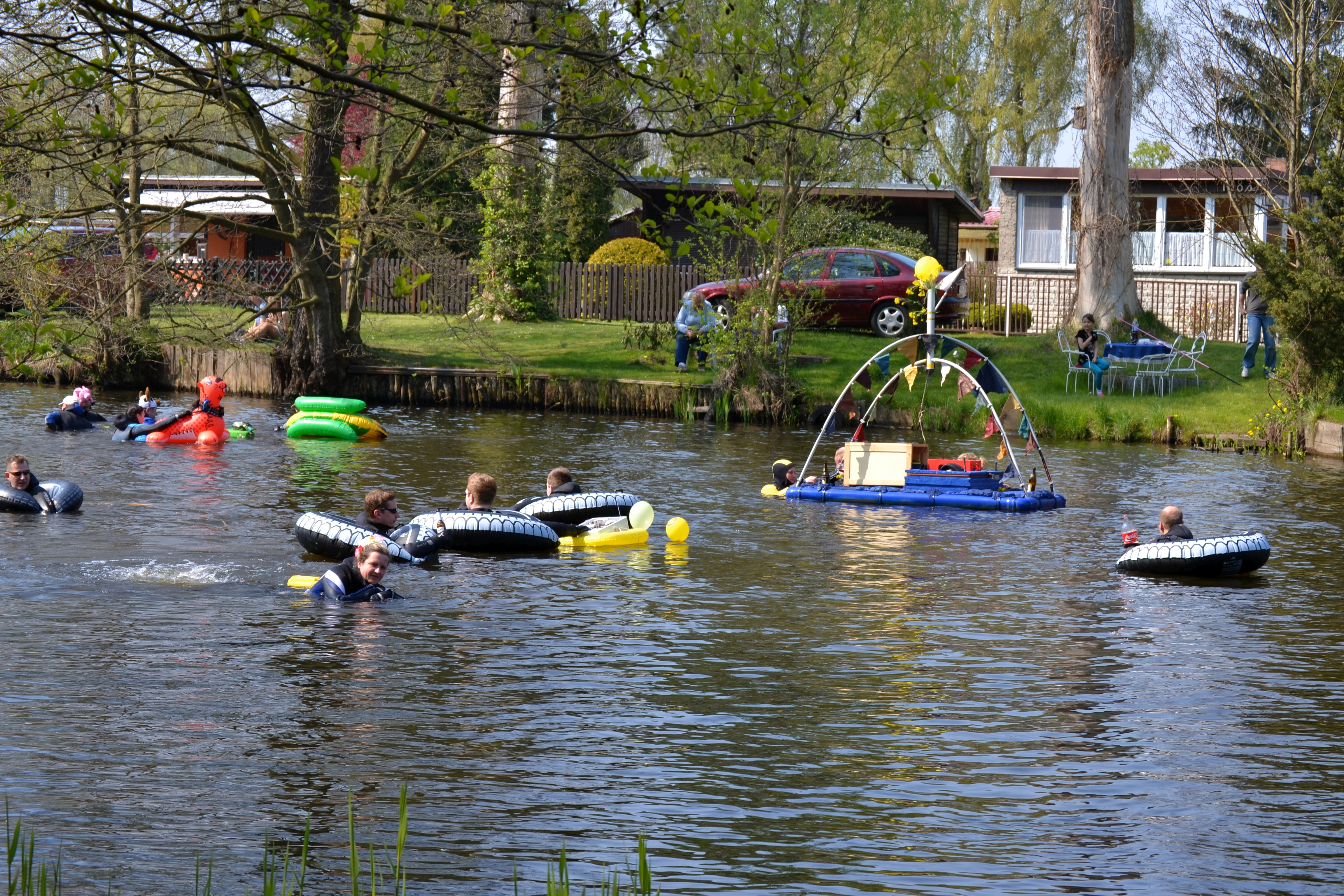
17. Spreetreiben 2014